# Histoire du Panama
Cet article décrit l'histoire du Panama, de l'Antiquité jusqu'à nos jours.

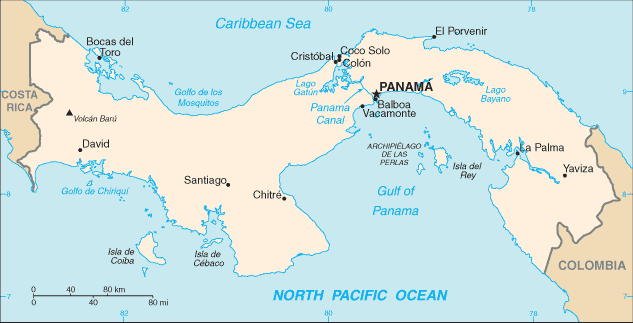
Panama au présent

Subdivisions du Panama, 2015

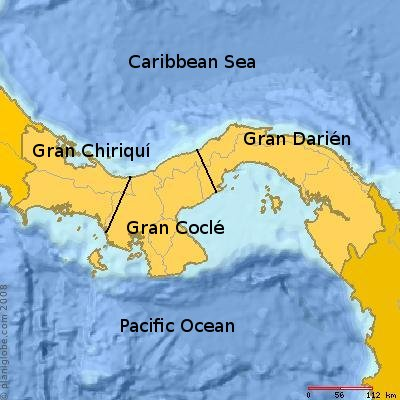
Cultures archéologiques de la "zone intermédiaire" américaine

L'isthme de Panama est une étroite bande de terres entre la mer des Caraïbes et l'océan Pacifique, reliant l'Amérique du Sud et l'Amérique du Nord, mesurant 50 km de large à son point le plus étroit.
Autant que le pont terrestre de la Béringie, l'Amérique centrale (dont l'isthme de Tehuantepec (large de 200 km, au Mexique) est le passage obligé de toutes les migrations (grand échange faunique interaméricain), et particulièrement humaines, donc de toutes les populations de Paléoaméricains, à l'origine des peuples indigènes d'Amérique du Sud.

## Premiers peuplements, civilisations précolombiennes
Le Panama fait partie, avec le Costa Rica, le Nicaragua, le Honduras et le Salvador, d'un corridor de dispersion humaine, animale et végétale. Pour la période paléoindienne la plus ancienne (11 500-10 000 BP), la période précéramique (10 000-4 000 BP), ainsi que les périodes préhistoriques plus récentes, le sud de l'Amérique centrale est considéré comme une zone clé pour la compréhension de la mobilité humaine, l'adaptation à l'environnement et les échanges à longue distance dans les Amériques. Plus précisément, l'est du Honduras, une partie du Nicaragua, le Costa Rica et le Panama mais aussi l'est de la Colombie,: cette région est qualifiée d'« aire intermédiaire » par les archéologues, une région où les recherches demeurent peu nombreuses (en 2023).
Les plus anciennes traces de cultures précolombiennes au Panama datent de 12 000 ans environ. 
À cette époque, les peuples autochtones vivent de la cueillette et de la chasse. 
Puis, vers 3 000 avant notre ère (AEC), les hommes se tournent progressivement vers l'agriculture. 
Les chasseurs-cueilleurs se sédentarisent vers 1 500 AEC, grâce à la culture du maïs : néolithique en Amérique.
À l'arrivée des Espagnols, entre 0,6 et 1 million approximativement de personnes vivent dans la région. Différentes tribus coexistent, elles sont hiérarchisées (avec « clergé », élite de l'armée, noblesse). La première moitié du XVIe siècle a laissé les sociétés autochtones décimées et a forcé les groupes survivants à chercher refuge dans des régions montagneuses et forestières tropicales intérieures difficiles à pénétrer.
Aujourd'hui, des poteries sont découvertes dont l'apparence prouve que des échanges existaient entre les populations anciennes, mais on ne peut en déduire si les objets eux-mêmes étaient commercialisés ou si les procédés étaient communiqués.
Les archéologues ont définis trois ensembles ethniques, du Nord au Sud : 

### Grand Chiriquí
L'aire culturelle Grand Chiriqui recouvre la province de Chiriquí mais aussi le sud du Costa Rica. Entre 500 et 700 s'est développée la culture de Barriles, qui se distingue par ses sculptures : souvent un personnage masculin, grandeur nature, nu et coiffé d'un chapeau cônique ; le personnage peut tenir une tête coupée, d'une main, et de l'autre une hache. La céramique est peinte ou ornée de motifs en relief évoquant des animaux.

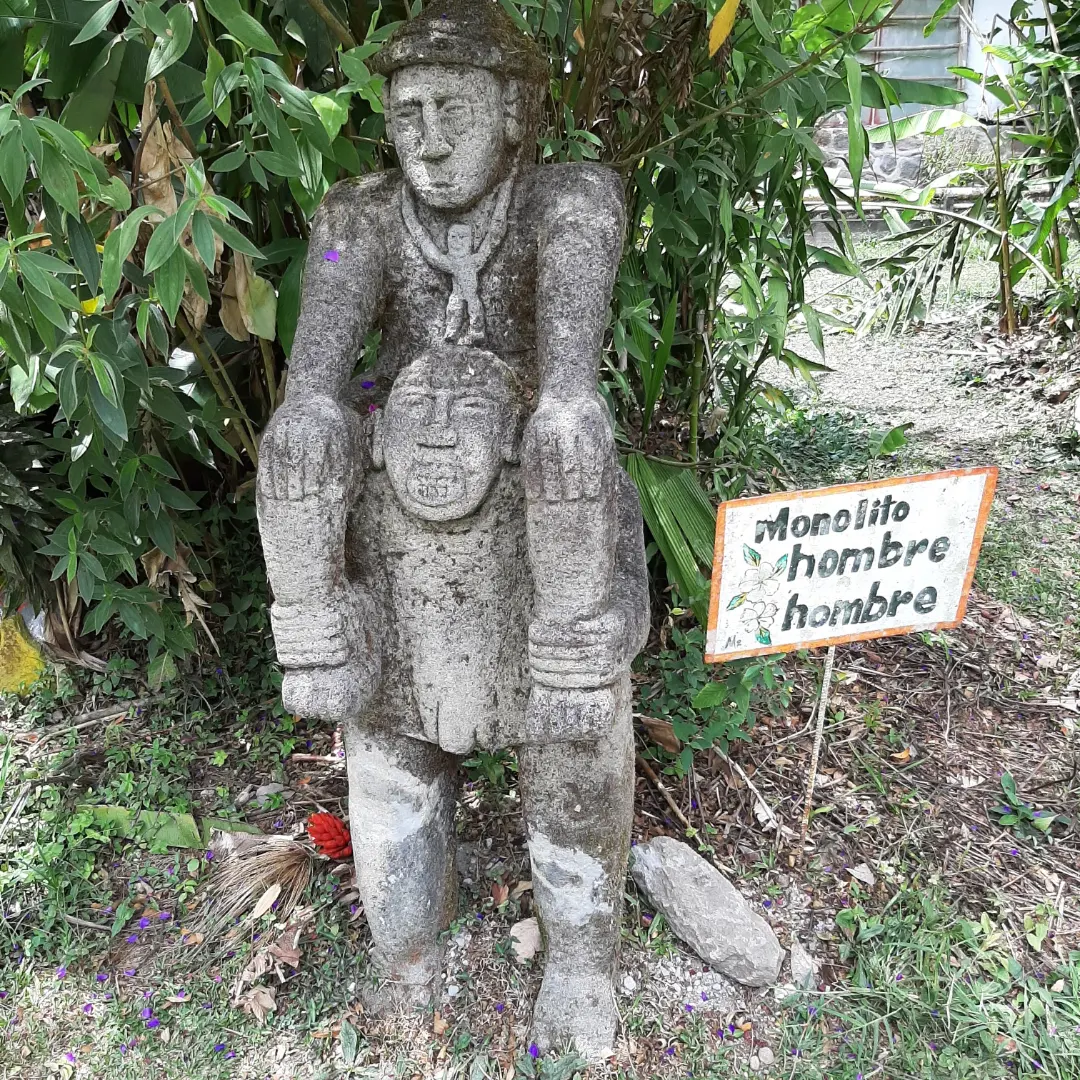
Réplique / statues découvertes vers Barriles (en). Site arch. de Barriles. Roche volcanique
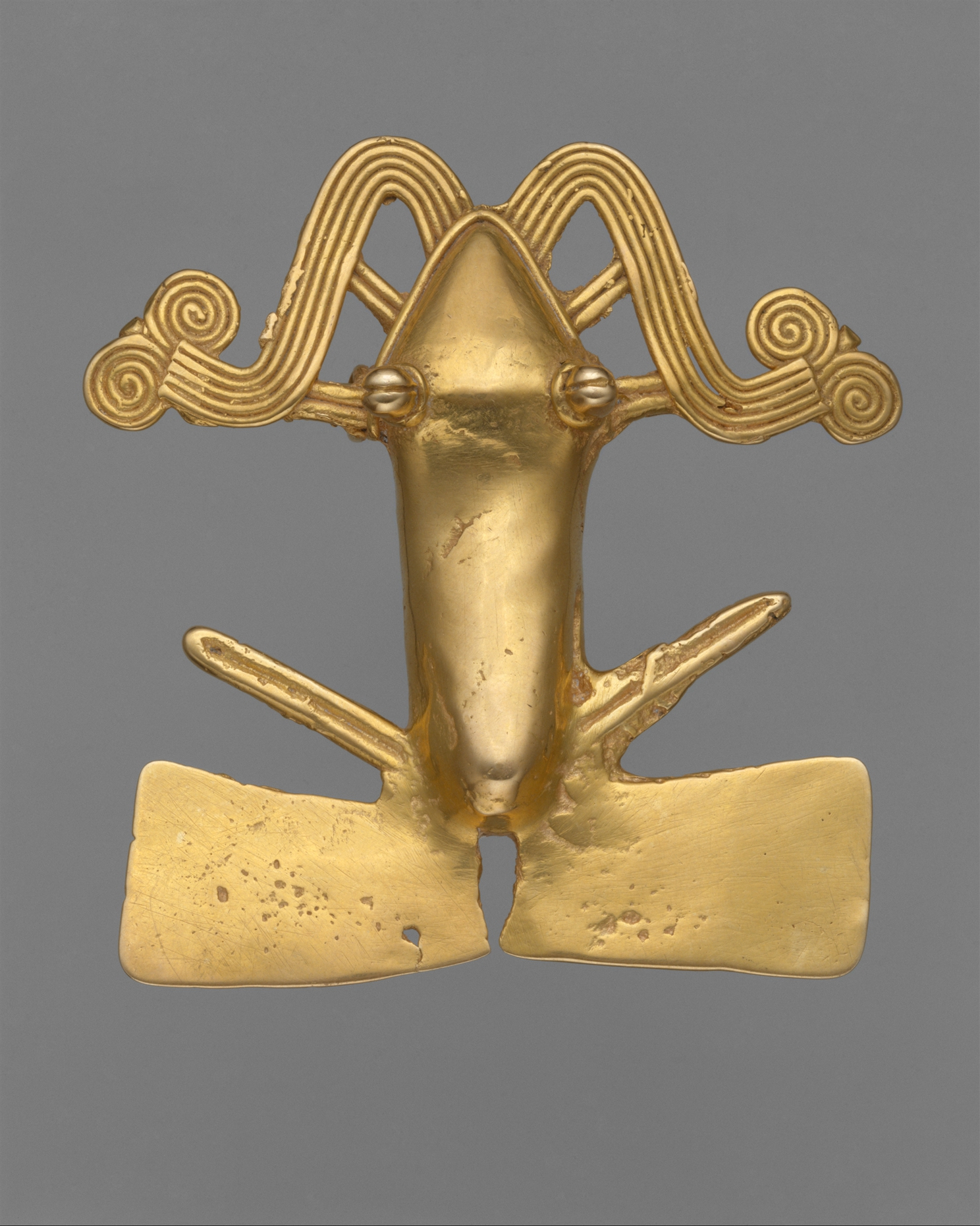
Pendentif grenouille, de Puerto González Víquez, sud Costa Rica (?). Or. XIe – XVIe siècle. Met
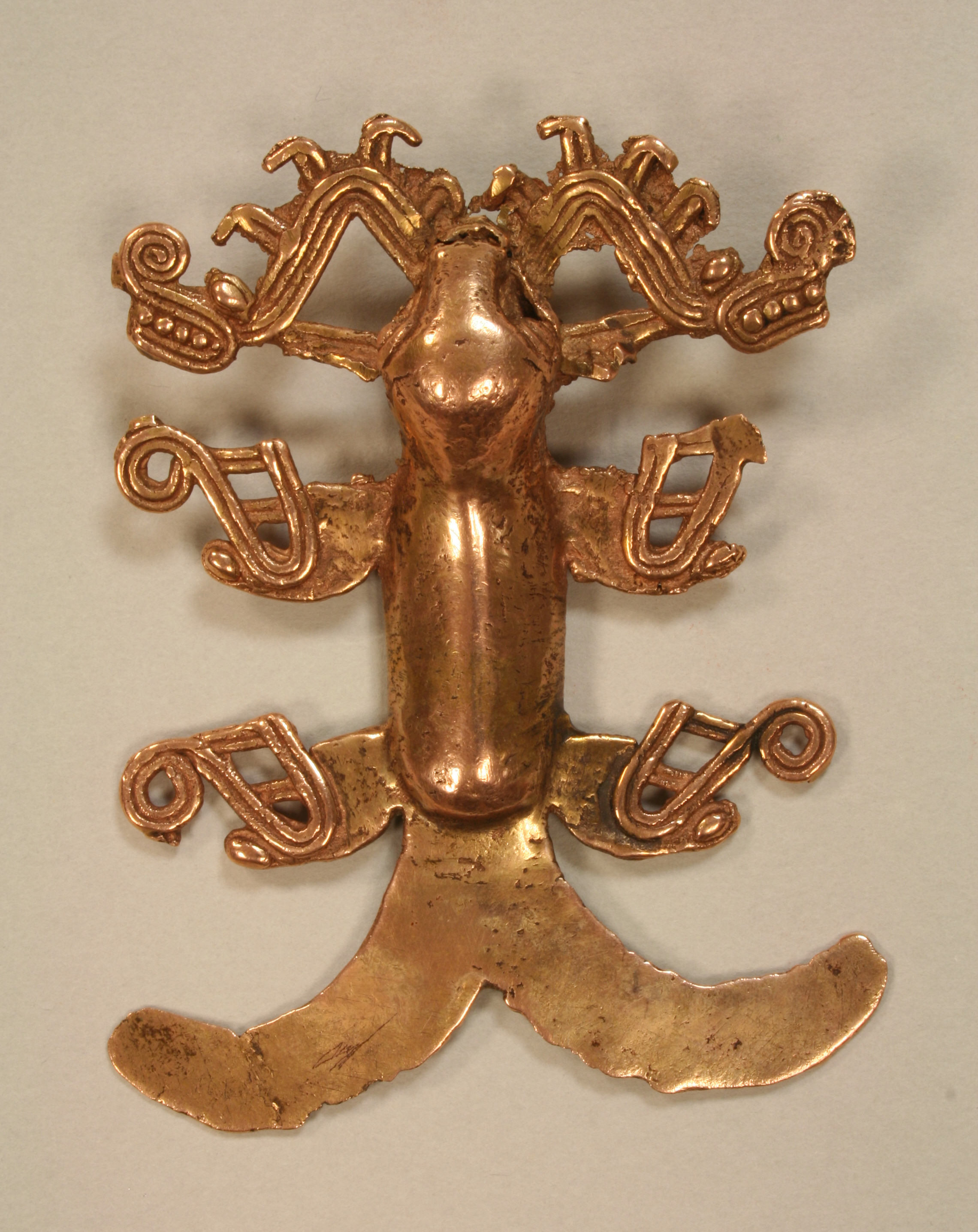
Pendentif alligator. Chiriqui, Or moulé. XIe – XVIe siècle. Met
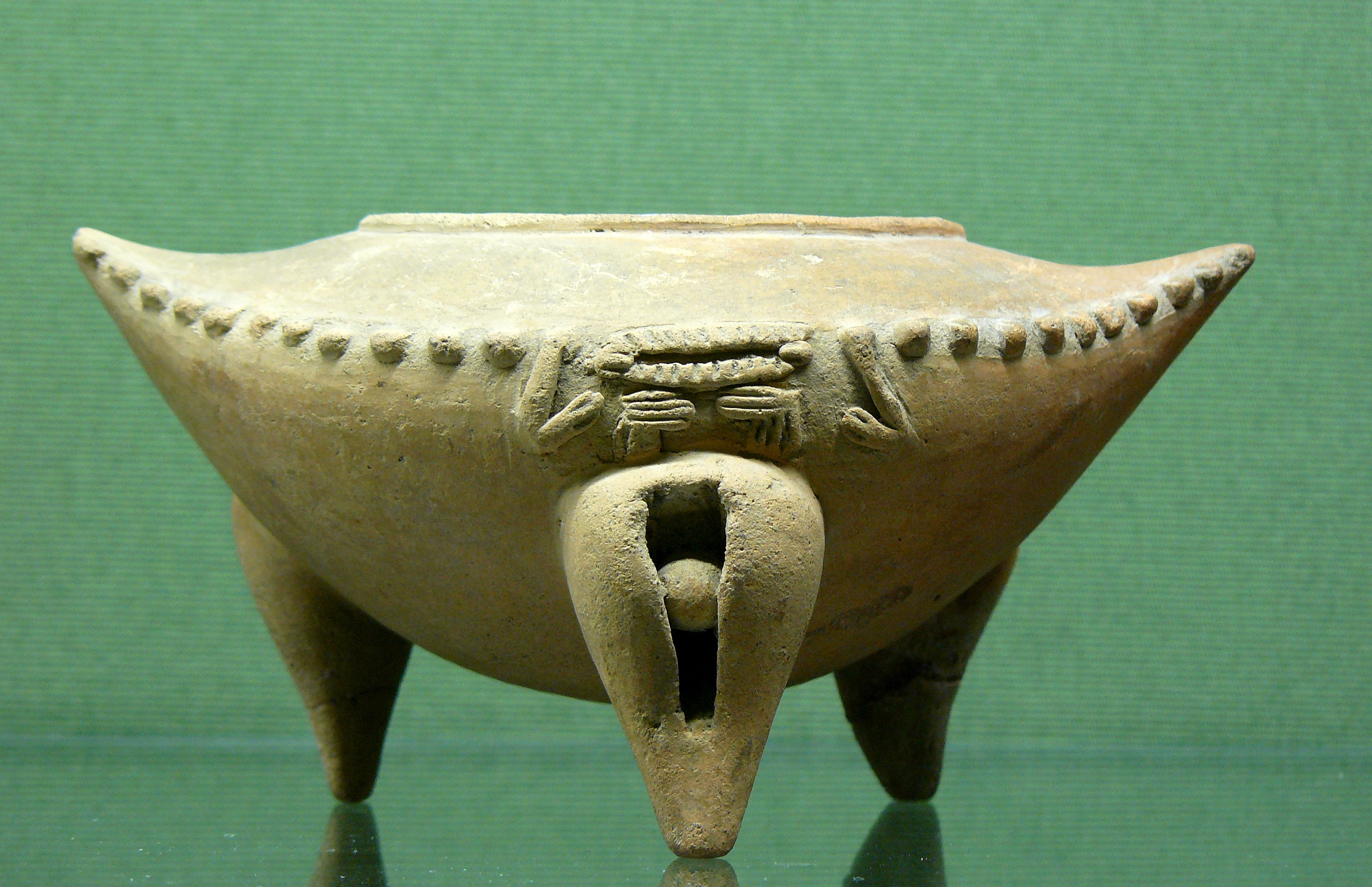
Poterie Chiriqui. XIIe – XVIe siècle. Musée national de Céramique

### Grand Coclé

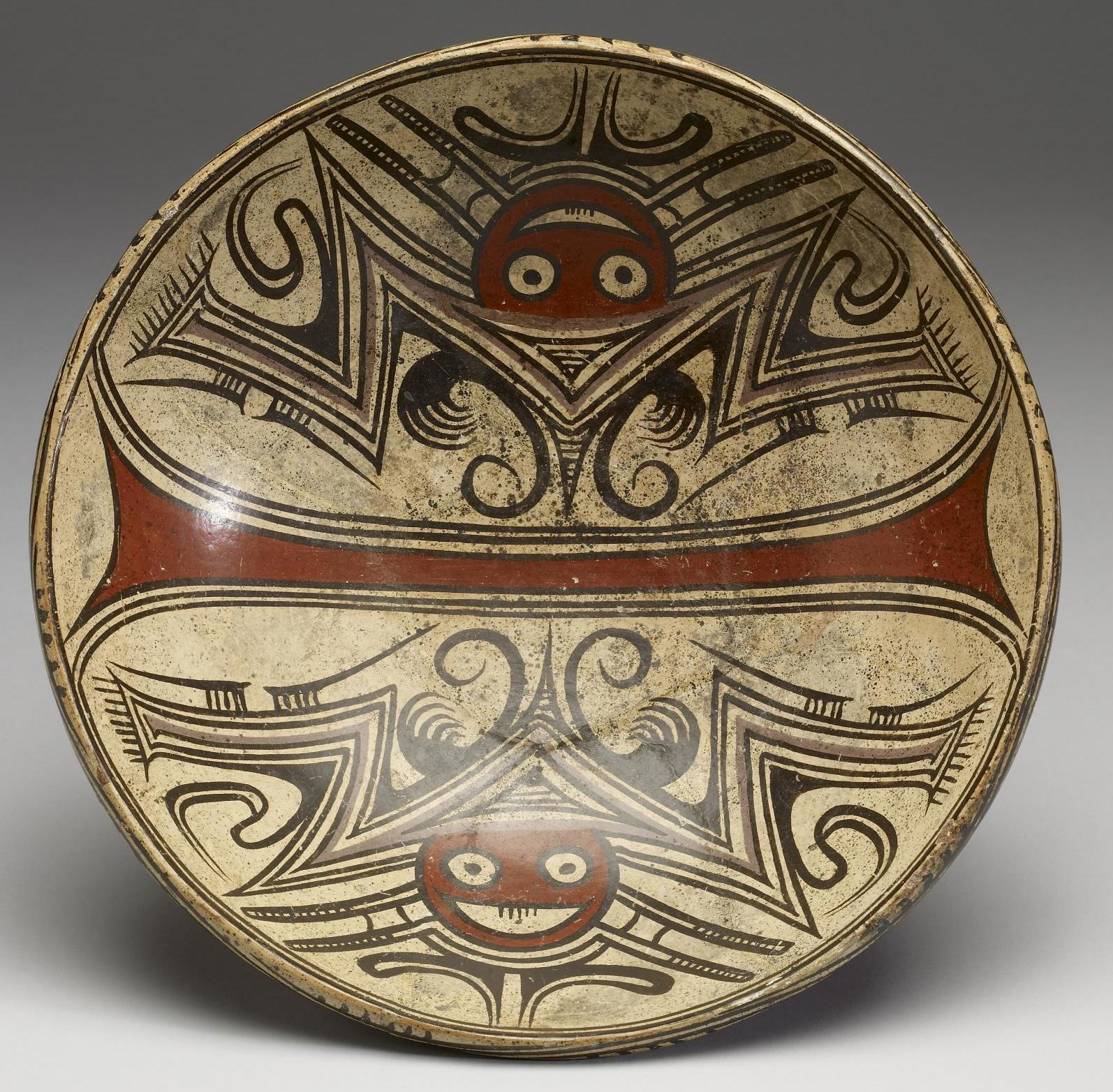
Coupe à pied. Chaman (dans une image miroir) en vol magique sous forme de chauve-souris. 600-800. D. 27,7 cm. Walters Art Museum
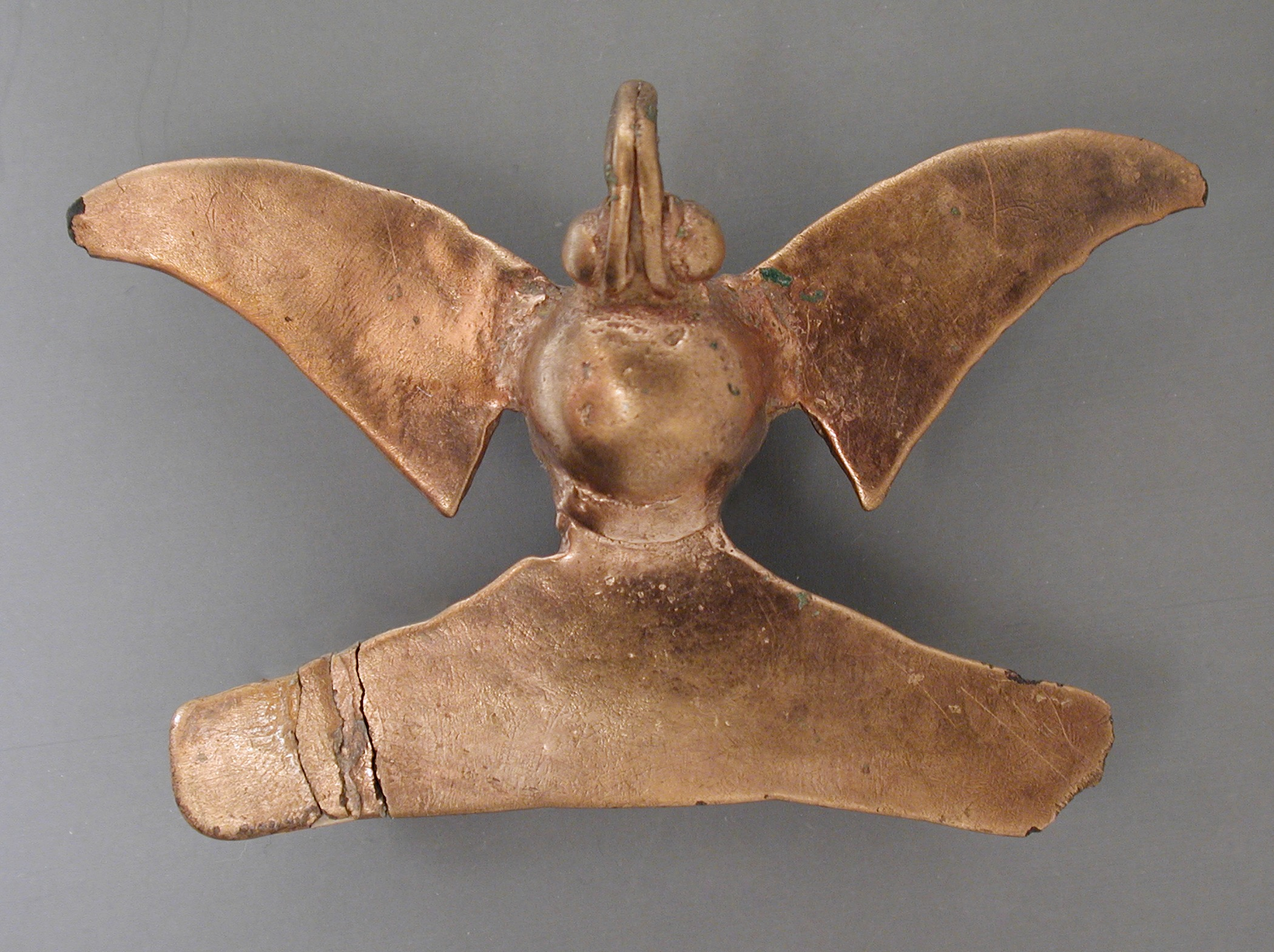
Pectoral. Veraguas, Coclé, 400-1520. Alliage d'or et de cuivre de Tumbaga. H. 7 cm. LACMA
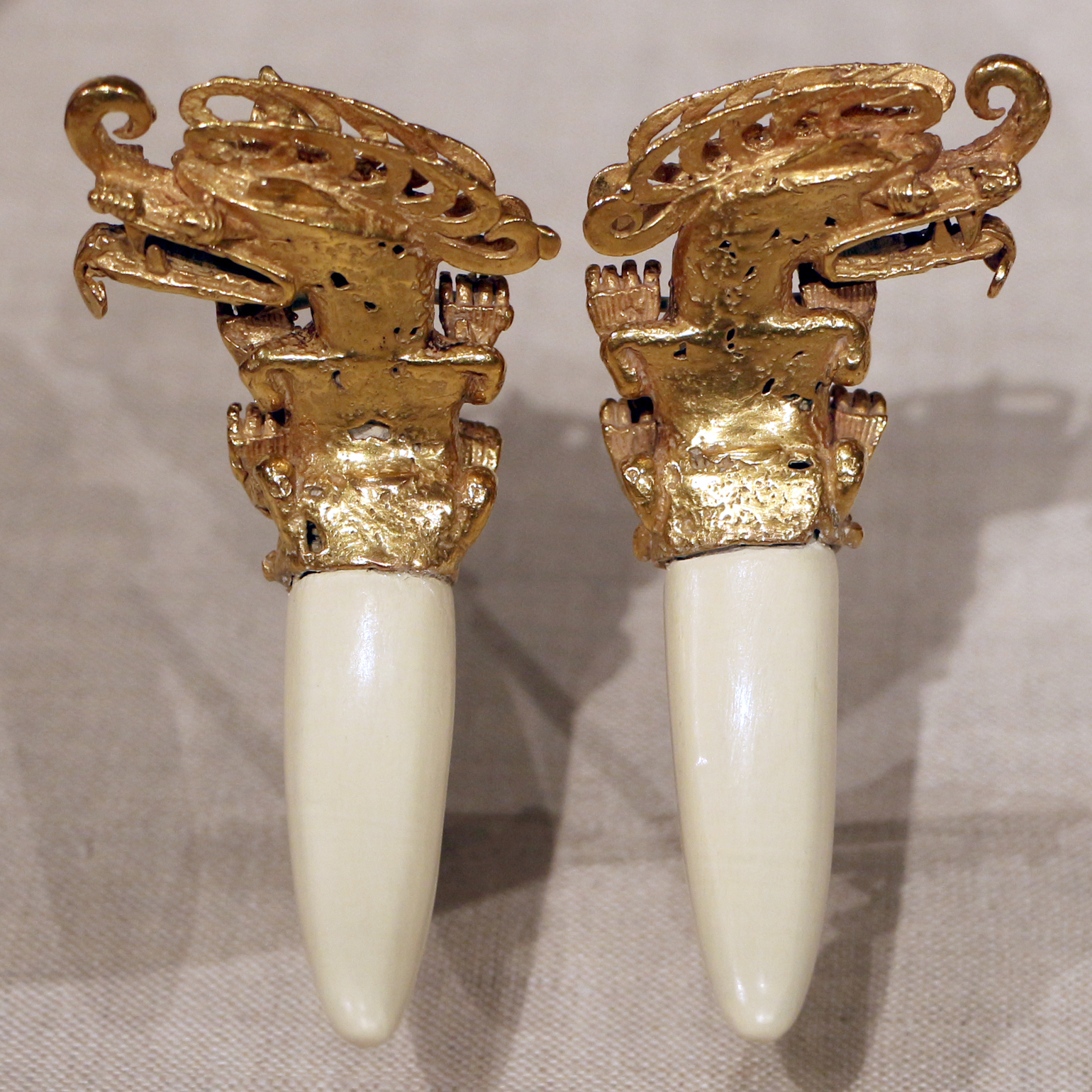
Pendentif double: saurien mythique et défenses (restaur. : sanglier), v. 800-1200. Art Institute of Chicago
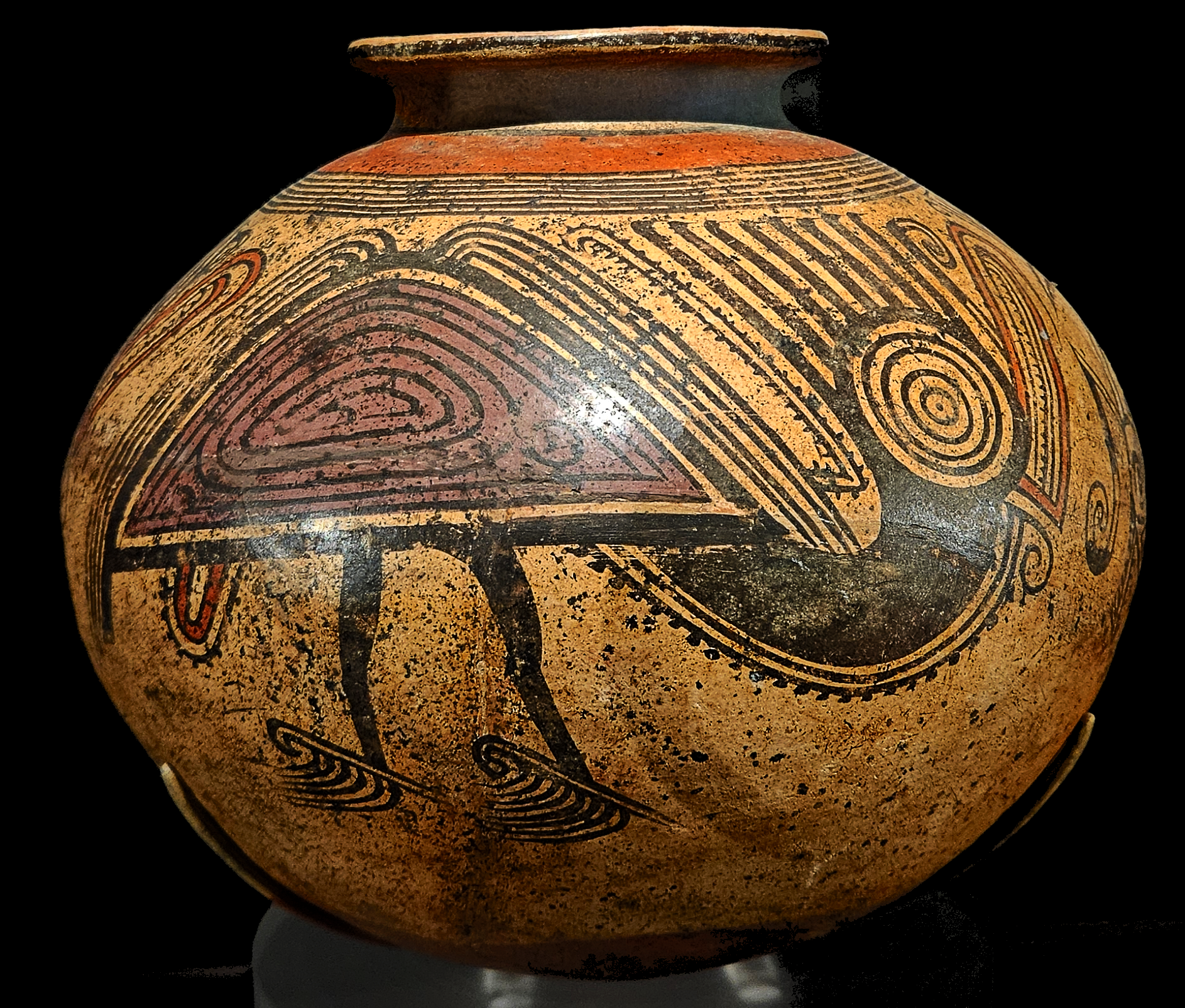
Trois oiseaux stylisés. 800-1000. Mu. Hist. Nat. Los Angeles.

### Grand Darién

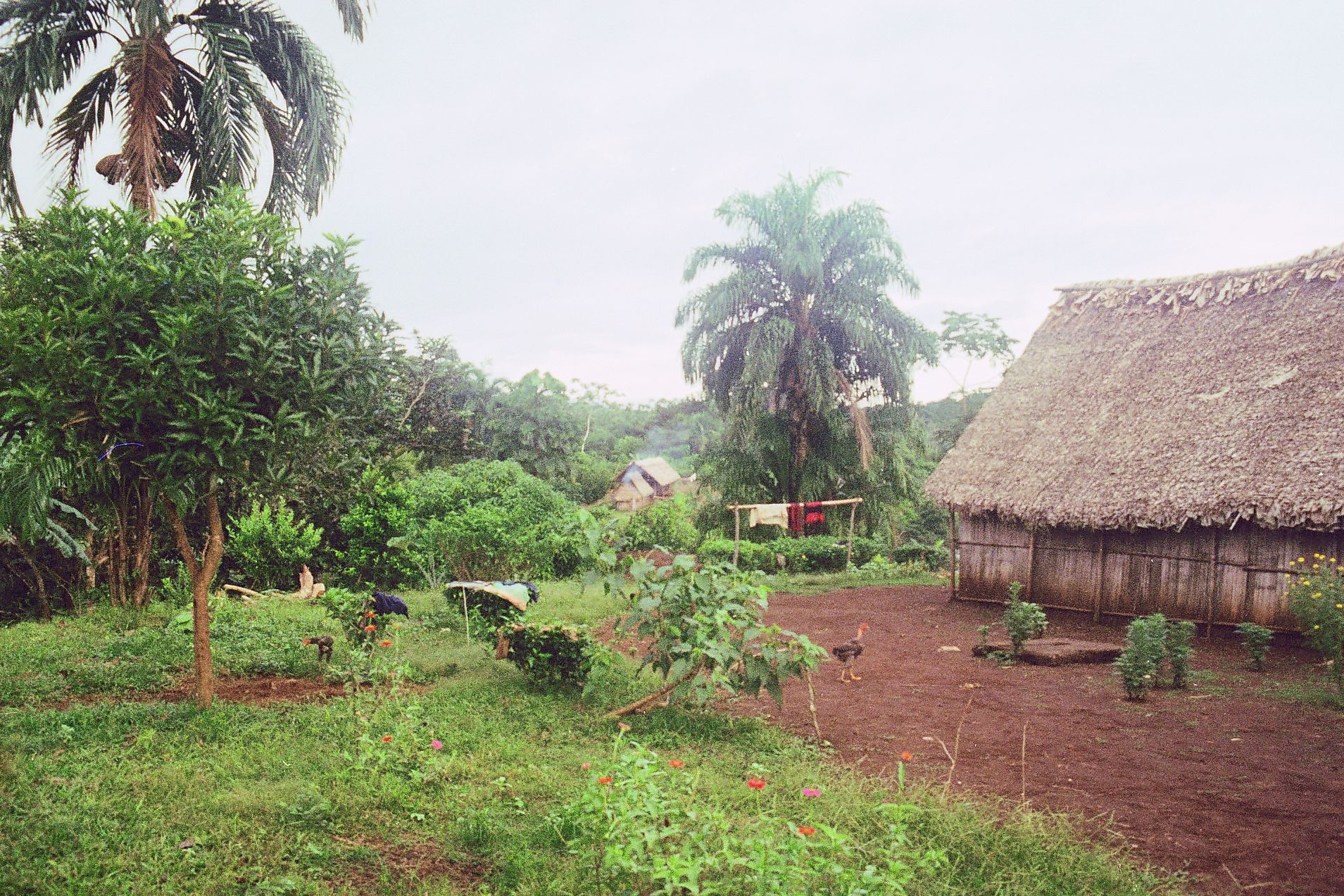
Paya: une des rares communautés Guna (ou Kuna). Darien. Grande case réservée aux grands évènements civiques et rituels. 1996
Guérisseur et son bâton de médecine. Emberá. Darién, rivière Sambú 1927
Alipio, un garçon chocó, joue de la flûte. Coiffe en feuilles de palmier. Rivière Sambú 1928

## Avant 1500c: période préhispanique
Avant l'arrivée des Ibères, les territoires du Panama sont habités par divers groupes ethniques, organisés en chefferies menées par un cacique.
Ces peuples ont en commun de partager cultures et langues chibchanes. 
Cependant, ces peuples forment des groupes divers, sans constituer d'une unité politique (ou militaire).
Les chroniques espagnoles du XVIe siècle permettent à peu près de déterminer l'extension des peuples au Panama au moment de la conquête de l'Amérique. 
L'historiographie panaméenne et internationale utilise également les langues, orfèvreries et autres aspects culturels pour établir la zone d'influence territoriale des différentes nations autochtones.

### Chefferies indigènes de l'Est
Parmi les nations autochtones qui habitent l'isthme, se distinguent les Indiens Cuevas, dont le territoire comprend le sud-ouest du Panama, à la fois sur les côtes des Caraïbes et du Pacifique, y compris le Darien. Le río Atrato est défini comme la limite orientale des domaines de grottes, tandis qu'à l'ouest, le territoire s'étendrait jusqu'à Chame sur la côte Pacifique et Quebore (Rio Indio (es)) sur la côte Caraïbes.
Les chefferies de cavernes les plus importantes sont celles de Pocorosa, Comagre et Careta, dont les territoires occupent la région actuelle des Guna Yala. 
Sur la côte Pacifique, la chefferie de Chochama se démarque, occupant une bonne partie de la baie de San Miguel, ainsi que la côte entre Chimán et la baie de Chame, l'Archipel des Perles et les îles de Chepillo (es), Taboga, Taboguilla et Otoque.
Cependant, dans la partie orientale de l'isthme, coexistent des peuples ignorant ces langues, dont les Chuchures, de langue nahua, installés à Nombre de Dios, mais aussi « ceux de Birú » (selon Pascual de Andagoya), localisés par Romoli dans le bassin supérieur du rio Tucuti (es), et ceux de « Quarequa » ou « Careca » qui « avaient conquis depuis l'arrière de la Darien ».

### Chefferies autochtones dans la région centrale
Dans la partie centrale de l'isthme, vivent un certain nombre de nations autochtones ne partageant pas la langue ou les caractéristiques phénotypiques communes. Les chroniques espagnoles soulignent que ces chefferies entretiennent des confrontations guerrières constantes entre elles pour le contrôle territorial.
Parmi les manoirs trouvés par les Espagnols lors de la conquête, dans les territoires de l'actuelle province de Coclé, on mentionne Periquete, Totonaga, Taracuru, Penonomé. Cependant, il est établi que le chef Acherse, qui commande tous ces territoires, réside à Natá de los Caballeros.
Dans la zone géographique de l'actuelle péninsule d'Azuero, les chefferies d'Escoria, Usagaña, Cerro Quema (es), Guararé, Pocri (Los Santos) et Paris (es) sont documentées. Et le chef Cutatara de Paris domine le reste des chefferies voisines pendant la guerre.
Dans la partie centrale de l'actuelle province de Veraguas, la chefferie de Tabraba est établie.
Vers le nord se trouve la chefferie d'Urraca (1490c-1531) (es), dans la région de l'actuelle Santa Fe (es).
Avec l'avancée de la colonisation, ce territoire abrite une importante résistance indigène.

### Chefferies autochtones de la région de l'ouest
Dans les provinces actuelles de Bocas del Toro et Chiriquí, un certain nombre de tribus indigènes se sont développées, parmi lesquelles se distinguent les Guaymíes, les Dorasques et les Dolegas. 
Ces tribus restent dispersées à la fois sur les côtes de l'océan Pacifique et de la mer des Caraïbes, comme dans la Cordillère Centrale (es).

## Période coloniale espagnole (1500c-1821)

Amérique centrale préhispanique vers 1500.

### 1500c-1550c: la conquête du Panama

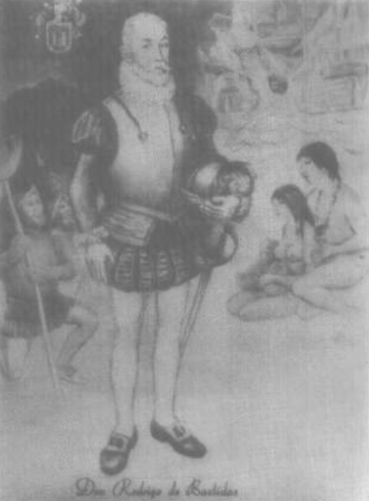
Rodrigo de Bastidas, premier espagnol à aborder le Panama.

Le premier des colonisateurs espagnols à parcourir des terres panaméenne est Rodrigo de Bastidas (1475c-1527). Accompagné du pilote basque Juan de la Cosa (1460c-1510) qui a participé aux trois premiers voyages de Christophe Colomb (1451-1506) ainsi qu'à celui d'Alonso de Ojeda (1466-1515) qui a reconnu les côtes de ce qui est actuellement le Venezuela et la Colombie, il quitte le port de Cadix en octobre 1501 avec deux navires, le "San Antón" et la "Santa María de Gracia"[réf. nécessaire], et débarque en mai 1502[réf. nécessaire]. Parti à la recherche des îles antillaises, il parvient ainsi à parcourir les côtes qui vont du Cap Gracias a Dios (Grâce à Dieu) (Honduras) jusqu'à Cariari (Puerto Limón au Costa Rica)[réf. nécessaire].

Quatrième voyage de Colomb : 3 mai 1502 – 7 novembre 1504.

Pendant son quatrième et dernier voyage, Christophe Colomb navigue le long des côtes du Honduras, du Veragua et du Panamá jusqu'à l'isthme de Panama. Son expédition est composée de quatre caravelles pour cent quarante membres d'équipage dont une importante proportion de mousses : la Capitana, navire amiral, le Santiago, commandé par son frère Bartolomé, la Gallega et la Vizcaina. Le fils de Colomb, Fernando (1488-1539) fait également partie du voyage.
Le 24 février 1503[réf. nécessaire], Colomb fonde l'un des premiers établissements espagnols en territoire continental, Santa María de Belén, laissant la charge de cette dernière à son frère Bartolomé (1461-1514) tandis qu'il repart pour l'Espagne demander du renfort pour poursuivre la colonisation. Les envahisseurs espagnols entrent par la suite en conflit avec les indiens, Bartolomé ayant ordonné l'arrestation du cacique Quibián et de toute sa famille. Après plusieurs attaques victorieuses des indiens, Santa María de Belén est abandonnée par ses habitants qui s'embarquent pour l'Espagne.

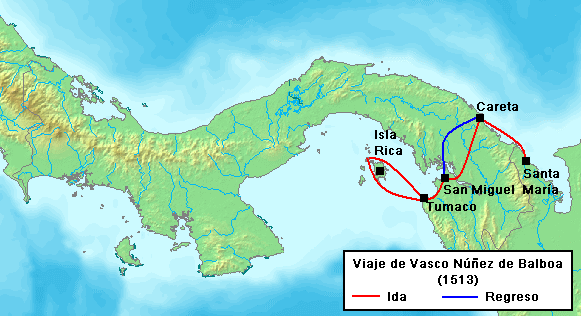
L'expédition de Vasco Núñez de Balboa vers l'océan Pacifique en 1513 (aller en rouge, retour en bleu).

En 1510, sur la côte occidentale du golfe d'Urabá, Vasco Núñez de Balboa (1475c-1519) fonde Santa María la Antigua del Darién, première véritable ville du continent, avec une administration, une église et un couvent, qui durera une quinzaine d'années (jusqu'à ce qu'elle soit éclipsée par Panama, fondée en 1519). 
Parvenant à coexister plus ou moins pacifiquement avec les Indiens locaux, Vasco Núñez de Balboa apprend l'existence d'une autre mer au sud de la région où ils se trouvent. 
Le 25 septembre 1513, après trois ans d'exploration pénible, Balboa découvre l'océan Pacifique, longtemps appelé « Mer du Sud ».
La fondation de la ville, toutefois, est illégale, Balboa n'ayant pas d'autorisation de la Couronne. 
Aussi celle-ci envoie une puissante flotte de deux mille hommes commandés par Pedro Arias Dávila. 
Balboa est arrêté et exécuté pour rébellion en 1519. 
La même année, Dávila fonde une nouvelle ville sur la côte Pacifique, Panama, à l'endroit où l'isthme est le plus étroit, ce qui entraîne l'abandon progressif de Santa María, acté en 1524. 
Rapidement, la ville de Panama devient un passage obligé pour les conquistadors souhaitant explorer les côtes de l'océan Pacifique.
Sur la côte Pacifique, l'exploration est lente. 
Elle se fait d'abord vers l'ouest et les terres déjà connues du Mexique et de l'Amérique centrale. 
En 1522, le basque Pascual de Andagoya (1495-1548) entend parler pour la première fois d'une riche contrée appelée « Birú » (Pérou), au sud. 
Blessé, Andagoya laisse l'exploration de la région à Diego de Almagro (1475-1538) et Francisco Pizarro (1475-1541). 
Entre 1528 et 1532, ce dernier monte trois expéditions qui aboutissent à la découverte et à la conquête (1531-1572) de l'Empire inca (1430c-1533c).
En 1526, Pedro Arias Dávila (1440c-1531) est remplacé à la tête de la province par Pedro de los Ríos (1496c-1547c) et devient gouverneur de la nouvelle province du Nicaragua, sans que soit définie la frontière entre les deux entités, ce qui provoque des disputes entre les deux hommes. 
Comme un peu partout dans le nouvel empire colonial espagnol, la situation politique est confuse et la Couronne peine à imposer pleinement son autorité. 
La plupart des problèmes sont liés à l'éloignement de cette autorité. 
Le seul relai entre les territoires américains et le Conseil des Indes, à Madrid, est la Capitainerie générale de Saint-Domingue, créée en 1511, aux pouvoirs flous et au domaine de compétence beaucoup trop vaste (la totalité des Indes occidentales espagnoles).
Le 26 février 1538, est donc créée une nouvelle audiencia, l'Audience royale de Panama (Real audiencia de Panama), dont la juridiction s'étend à toute la terre ferme d'Amérique, mais seulement jusqu'à la fondation de la Real audiencia de los Confines (Guatemala), en 1543. Elle est recréée le 8 septembre 1563, lorsque la real audiencia du Guatemala est intégrée à celle de Mexico.
Le 19 juillet 1614, une real cédula du roi Philippe III place l’audiencia de Panama sous l'autorité du vice-roi du Pérou.

### Régime colonial espagnol (1538-1821)

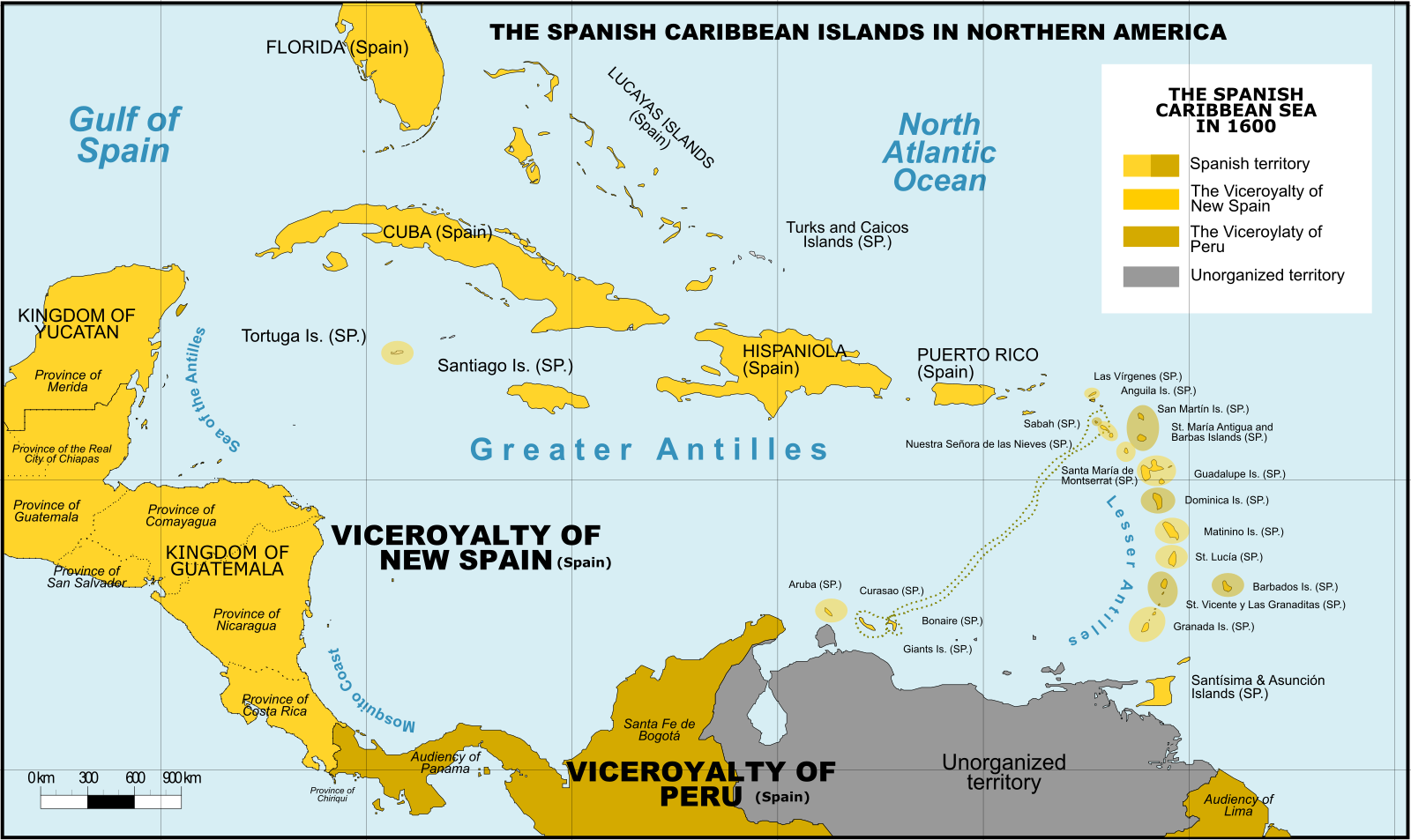
Mésoamérique et espace Caraïbe vers 1600.

Vice-royauté de Nouvelle-Espagne, 1819.

Panama fait partie de l'empire espagnol pendant près de 300 ans, de 1538 à 1821.
Dans les colonies hispaniques on applique en général deux types de lois : les péninsulaires (appliquées à l'Espagne, îles adjacentes et l'Afrique) et les lois d'outre-mer ou coloniales.
On applique premièrement les lois de Castille et de Léon, les premiers États protecteurs des voyages de découverte.
Il n'existe alors pas encore d'unité péninsulaire. 
Les Lois coloniales, ou Lois des Indes, selon Laurentino Díaz López, dans son ouvrage le Droit en Amérique durant la période hispanique, consistent en « l'ensemble des normes juridiques ou dispositions légales qui apparaissent par volonté des monarques espagnols ou par les autorités légitimement constituées en Amérique, comme délégation des rois, et qui ont eu pour but de fixer et de régler les relations politiques, administratives, pénales, civiles, économiques et sociales entre les habitants des Indes Occidentales ».
On applique d'abord les lois appelées Lois de Burgos, approuvées le 27 décembre 1512, et qui ont pour origine la préoccupation de la Couronne suscitée par les rapports des pères dominicains sur le mauvais traitement des indiens. 
Ferdinand II d'Aragon le Catholique ordonne la création d'une assemblée de théologiens et juristes, afin de trouver une solution au problème. 
Bien que les membres de l'assemblée plaident pour la liberté et le traitement humain des Indiens, ils jugent aussi que ceux-ci doivent être soumis au règlement espagnol, afin d'accélérer le processus d'évangélisation.
Après la controverse lancée par Bartolomé de las Casas (1484-1566), de nouvelles lois sont promulguées à Barcelone le 20 novembre 1542, à la demande de l'Empereur Carlos V.

#### Audiencia y Cancillería Real de Panamá en Tierrafirme (1538-1752)
L'Audience royale de Panama inclut alors la province de Tierra Firme, soit l'actuel isthme de Panama.
Son installation a lieu au début de 1539, dans la ville de Panama, à l'arrivée des auditeurs Francisco Pérez de Robles, Lorenzo Pérez de la Serna, Pedro de Villalobos et du licencié Alonso de Montenegro. 
Son président est Francisco Pérez de Robles, qui remplace le gouverneur Pedro Vásquez d'Acuña. 
Il l'administre jusqu'en 1543, quand est créée l'Audiencia des Confins (Guatemala), avec dissolution de l'Audiencia de Panama. 
Pendant son existence, diverses expéditions sont menées, à des fins exploratoires et de découverte de nouveaux territoires.
Toutefois, l'administration de Pérez de Robles se caractérise par sa corruption, ce qui provoque des situations désastreuses, entraînant accusation, jugement et destitution.
Pedro Ramirez de Quiñones, juge résident dans le procès de Pérez de Robles, prend sa succession, avec le titre de corregidor de Panama et de Nombre de Dios, sous l'autorité de l'Audience des Confins. 
En 1563, la Couronne d'Espagne ordonne le transfert de l'Audiencia à Panama, fermant celle du Guatemala. 
Les tâches de transfert sont à la charge de Lope García de Castro. 
L'Audiencia est réinstallée le 15 mai 1565. 
Manuel Barrios de San Millán est nommé président provisoire, jusqu'à l'arrivée du titulaire, Alonso Aryennes de Maldonado.
La juridiction de l'Audiencia de Panama s'étend alors du port de Buenaventura (Colombie) jusqu'au golfe de Fonseca (Nicaragua). 
Elle est de nouveau dissoute en 1718, à cause de la mauvaise conduite de ses membres.
En 1621, le pays est secoué par un tremblement de terre qui détruit la capitale.
L'isthme reste sous l'autorité de la vice-royauté du Pérou, ce qui provoque des problèmes internes et une situation d'anarchie, puis conduit à une nouvelle Cédule Royale (21 juillet 1722), qui rétablit l'Audiencia. 
Finalement, par Cédule Royale du 20 juin 1751, étant donné les problèmes économiques de la province de Tierra Firme. 
La dissolution définitive de l'Audience Royale de Panama est ordonnée. 
On crée un gouvernement militaire dépendant de la vice-royauté de Nouvelle-Grenade (Colombie) et de l'Audiencia de Santa Fé de Bogota. 
À cet effet, on crée à Panama le Commandement Général de Tierra Firme.

#### L’encomienda
Pour récompenser les services rendus par les colons, la Couronne a établi le système des repartimientos et de l'encomienda, dont le nom représente à lui seul un système global. Il s'agissait de l'octroi par la Couronne des indiens vivants sur les terres conquises au colon qui les avait « libérées ». En fait, c'était une réactivation du système du fief et du servage qui avait disparu en Europe.
Cette distribution était viagère et transmissible sur une génération ; l'encomendero avait l'obligation de veiller sur les indigènes, de les évangéliser et de veiller à leur bien-être. De même, il devait défendre le territoire qu'on lui confiait. C'est Vasco Núñez de Balboa qui introduisit le système de l'encomienda au Panama. Le Gouverneur Pedrarias Dávila a distribué à lui seul 27 chèferies parmi ses proches. Au Panama, le bilan de l'encomienda est de 9 964 indigènes répartis en 83 octrois.
L'Empereur Charles Quint ordonna l'abolition de ce système en raison des abus et vexations auxquelles ils exposaient les indigènes grâce à l'intervention de Bartolomé de las Casas. Le Gouverneur de Panama, Sancho de Clavijo, émit une provision dans laquelle il réitérait les dispositions prises dans une Cédule royale de 1549, où on ordonnait mettre en pratique les Lois nouvelles, supprimant ainsi le système de l'encomienda au Panama. Cette abolition engendra par la suite de graves problèmes dans les colonies, principalement au Pérou.
À l'arrivée du vice-roi Blasco Núñez, qui devait établir l'Audience de Lima et exécuter la Cédule royale d'abolition, Gonzalo Pizarro, le frère de Francisco, dirigea le soulèvement des encomenderos contre la Couronne. Il s'agissait visiblement de soustraire le territoire du Pérou à l'autorité royale. Capturé par les rebelles, le vice roi parvint à s'échapper et à se réfugier dans l'isthme, d'où il organisa la répression. Dans la guerre qui s'ensuivit, le contrôle de l'isthme fut le principal enjeu stratégique dans la mesure où il représentait la base logistique des royalistes, d'où ils recevaient leurs renforts.
En 1671, le chef pirate Henry Morgan organise un raid sur Panama.

#### Les esclaves africains

Routes commerciales au Panama espagnol

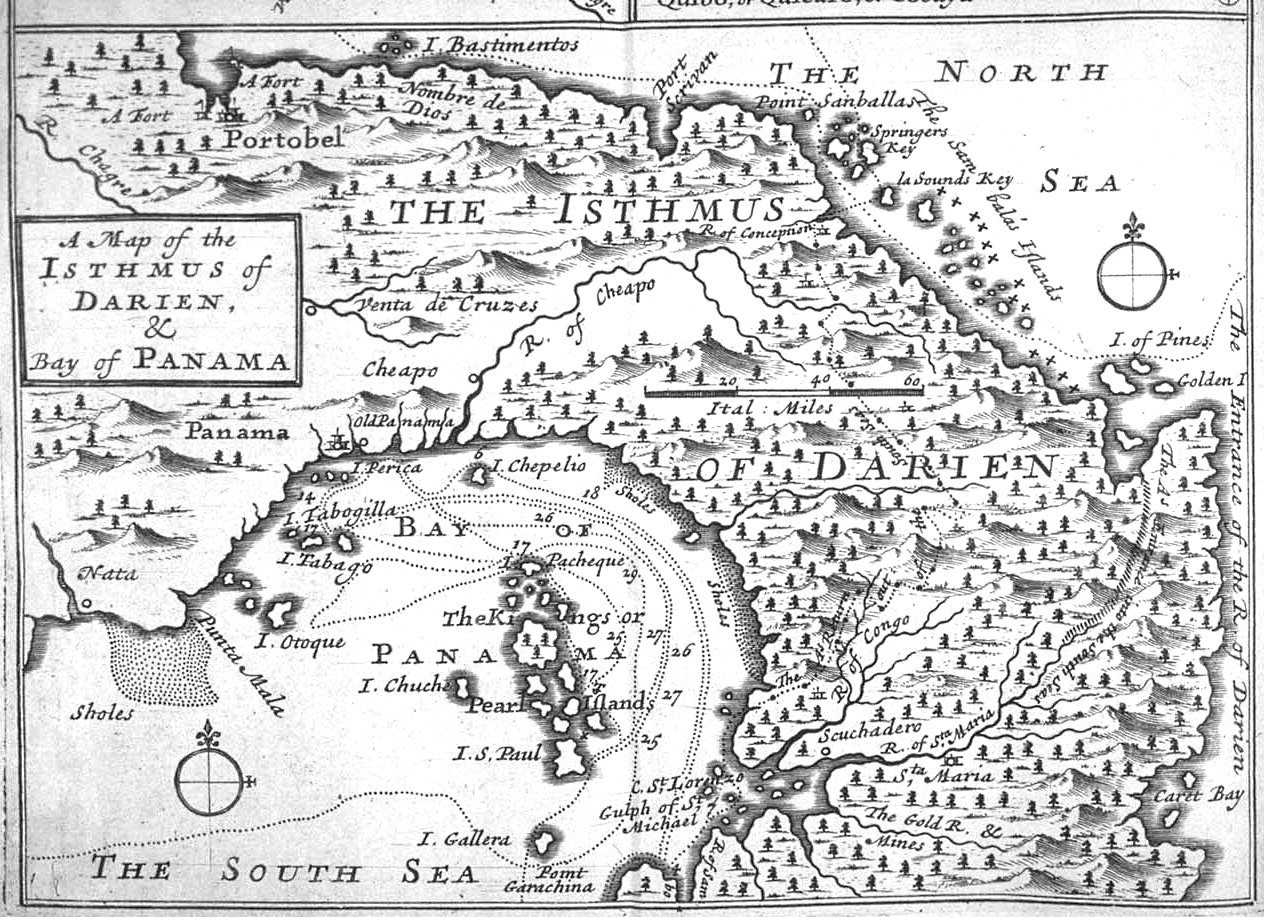
Isthme de Darien et baie de Panama, carte, 1697

Les premiers esclaves noirs arrivent dans la région de l'Isthme de Panama avec l'expédition du Gouverneur Diego de Nicuesa, pour édifier la colonie Nombre de Dios sur la côte Caraïbe.
De même, quand Pedrarias Dávila fonde la Ville de Panama le 15 août de 1519, il utilise des esclaves noirs pour construire les premiers bâtiments de cette dernière. Quand la Couronne sanctionne comme illégal le traitement des indigènes comme esclaves, on autorise le commerce d'esclaves noirs pour les remplacer dans les travaux, dans les propriétés et les mines. 
Panama devient un centre de distribution de la traite du commerce triangulaire.
Toutefois, par les caractéristiques commerciales de l'Isthme, les esclaves noirs sont utilisés principalement pour le transport des marchandises passant par le Camino Real ou le Chemin de Croisements.
Identifier les lieux d'origine des esclaves noirs à Panama pendant l'époque coloniale s'avère compliqué : sans doute Guinée, nord de l'Angola ou sud du Sénégal. 
Selon la cruauté de leur traitement, les esclaves fuient les proprétés et se cachent dans les forêts (marronage).
Ces Cimarrones mènent plusieurs attaques contre les autorités coloniales, attaquant les routes du Panama, ce qui fragilise le transport et la communication entre les deux océans. 
En 1548, se produit une fuite massive d'esclaves noirs qui s’organisent en petit royaume (ou chefferie) avec, à leur tête, Bayano Ier.
Un autre royaume est créé en 1549, dirigé par Felipillo Ier, dans le Golfe de San Miguel. 
Les autorités coloniales engagent alors le capitaine Francisco Carreño (es) (1528-1579), pour combattre les cimarrones.
Les cimarrones collaborent activement comme guides des pirates et corsaires, arrivés à Panama pendant l'époque coloniale, et sont ainsi doublement recherchés et réprimés.
Vers 1550, on charge le capitaine Gil Sánchez du commandement d'un contingent visant le village de Chepo, où se trouve Bayano, d'origine malinké, meneur de la révolte qui porte son nom : guerres de Bayano (es) (1548-1558 et 1579-1582). 
Un recensement officiel de la ville de Paname en 1610 compte : 548 citoyens, 303 femmes, 156 enfants, 146 mulâtres, 148 Noirs des Antilles et 3000 esclaves d'origine africaine (d'après Black et Flores).
Au Panama, l'esclavage des noirs est officiellement maintenu jusqu'à la période dite départementale, d'union du Panam à la Grande Colombie. Le Général José Hilario López Valdés, Président de la République de Nouvelle-Grenade (Colombie) fait voter, le 21 mars 1851, la loi d'abolition de l'esclavage.

## Guerres d'indépendance (1810-1825)

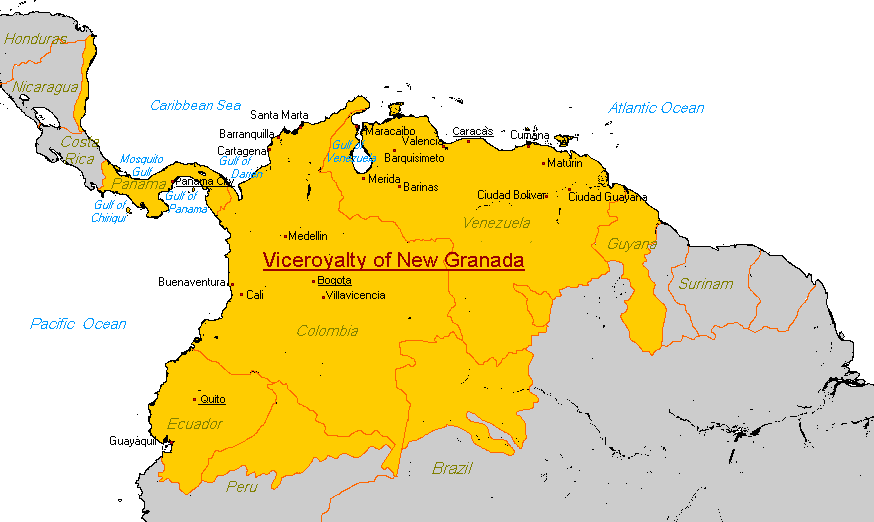
Vice-royauté de Nouvelle-Grenade 1717–1723, 1739–1810, 1816–1822

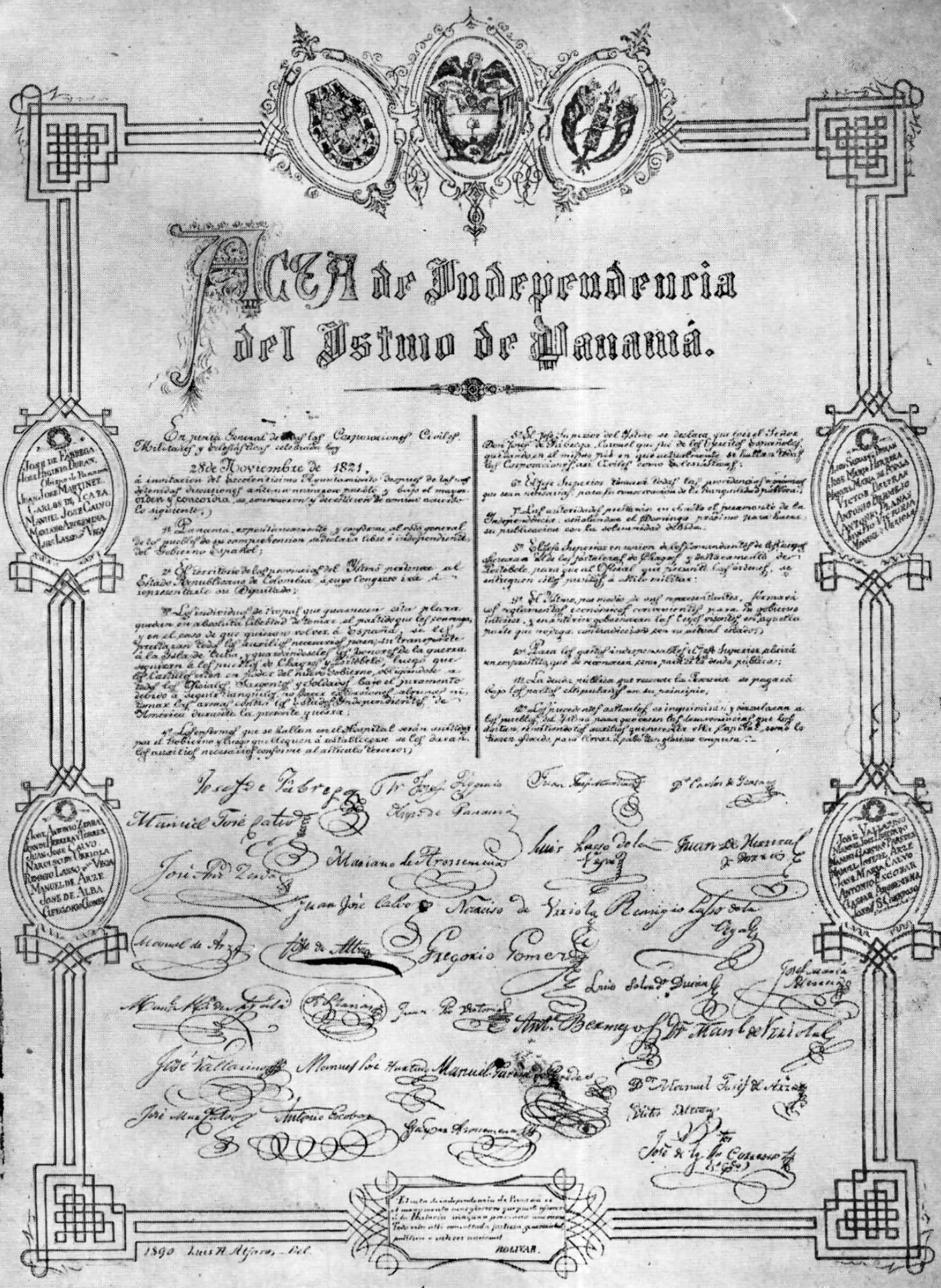
Acte d'indépendance du Panama, 28 novembre 1821.

- Guerres d'indépendance hispano-américaines

Au début du XIXe siècle, les guerres napoléoniennes font rage en Europe. En 1805, l'Espagne, alliée de l'Empire français, subit la rude défaite de Trafalgar et, privée de flotte, perd tout contact avec ses colonies. 
En 1807, le Portugal refusant d'appliquer le blocus continental, Napoléon décide d'envoyer ses troupes dans la péninsule, officiellement pour envahir le Portugal qui représente une faille notable dans son dispositif destiné à asphyxier l'Angleterre. 
L'invasion française déstabilise la Couronne espagnole, provoquant une guerre de succession entre Charles IV et son fils Ferdinand en 1808. 
L'empereur français en profite pour nommer son frère Joseph Bonaparte sur le trône. 
Ces manœuvres politiques et la guerre qui s'ensuit font vaciller l'autorité de la puissance coloniale, ce qui laisse la possibilité aux colonies d'Amérique de s'émanciper.
L'isthme de Panama est alors constitué de deux provinces, celle de Panama et celle de Veragua. Bien qu'invitées à participer aux juntes de Quito, Santa Fe ou Carthagène afin d'adhérer au mouvement indépendantiste qui se forme à partir de 1810, elles refusent et restent loyales à l'Espagne.
Le 15 février 1819 a lieu le Congrès d'Angostura, à Angostura (aujourd'hui Ciudad Bolívar, dans l'est du Venezuela), inauguré par Simón Bolívar. Vingt-six délégués sont présents représentant le Venezuela et la Nouvelle-Grenade (aujourd'hui la Colombie). Selon le souhait de Bolívar exprimé dans sa Lettre de Jamaïque, ceux-ci sont amenés à se regrouper au sein d'un vaste État, la République de Colombie, dont les frontières reposeraient sur le principe de l'Uti possidetis juris.
En 1819, la Nouvelle-Grenade est libérée par l'armée du Libertador Simón Bolívar. À partir du 30 août 1821 et jusqu'au 3 octobre de la même année se réunit le Congrès de Cúcuta, assemblée constituante destinée à donner vie à ce projet. Initié par Antonio Nariño, le Congrès de Cúcuta voit la participation de Simón Bolívar, de Francisco de Paula Santander et d'autres personnages importants de l'indépendance. 
C'est dans le temple historique de Cúcuta qu'est adoptée la constitution de Cúcuta, acte de naissance de la Grande Colombie (alors simplement appelée « République de Colombie ») constituée de la Nouvelle-Grenade et du Venezuela. Bolívar en est désigné président et Santander vice-président.
Le 10 novembre 1821, la ville de La Villa de Los Santos se déclare indépendante de l'Espagne (es). Cette première déclaration d'indépendance précipite l'indépendance de la totalité de l'isthme. 
Le 28 novembre 1821 la province de Panama proclame son indépendance vis-à-vis de l'Espagne et décide de rejoindre la Grande Colombie. Elle est imitée le 1er décembre de la même année par la province de Veragua, qui correspond alors à la moitié occidentale de l'actuel Panama. L'isthme est alors intégré au département de Cundinamarca, la partie centrale de la Grande Colombie.

## Période colombienne (1819-1903)

### Grande Colombie (1819-1831)

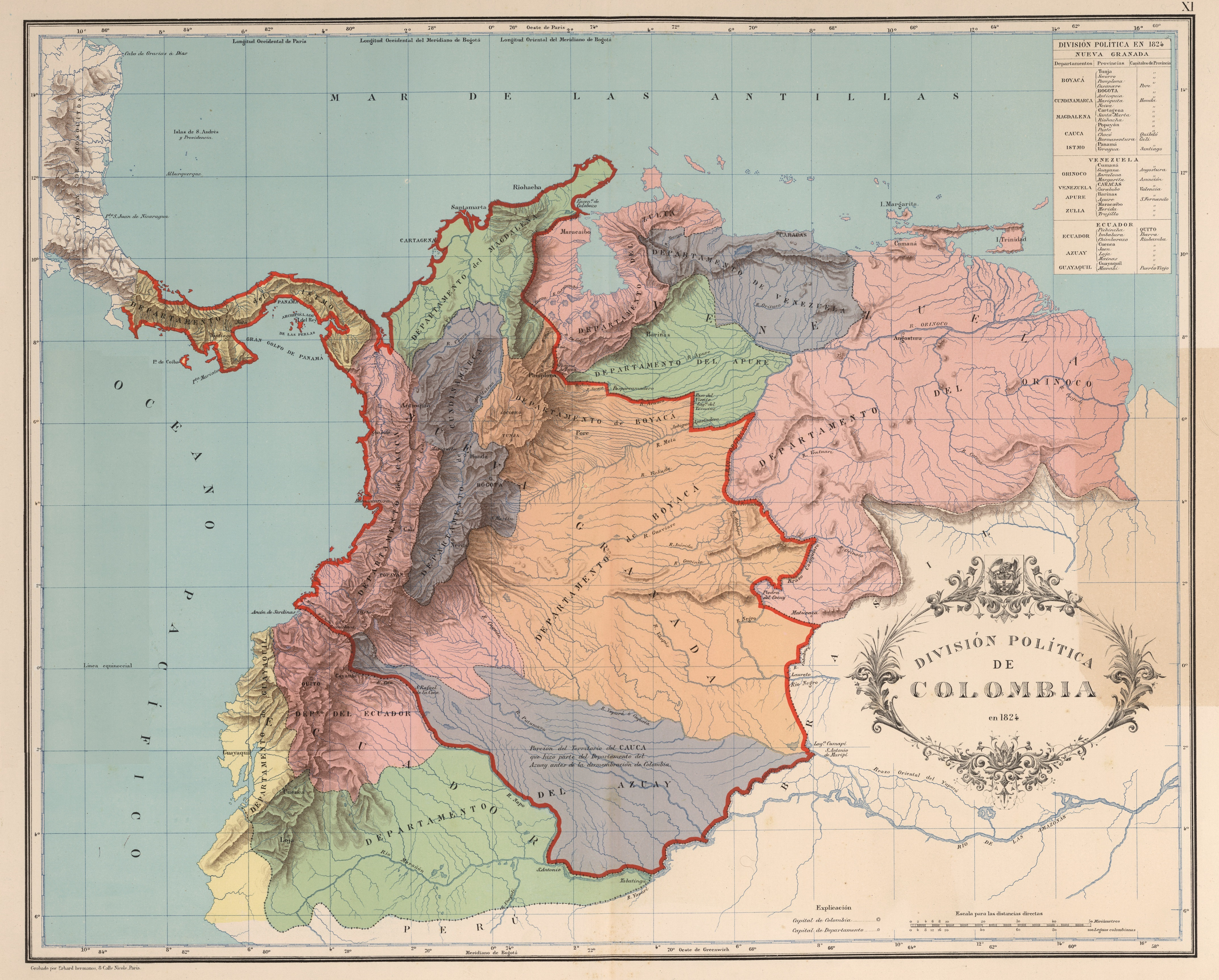
Carte de la Grande Colombie (1824-1830)

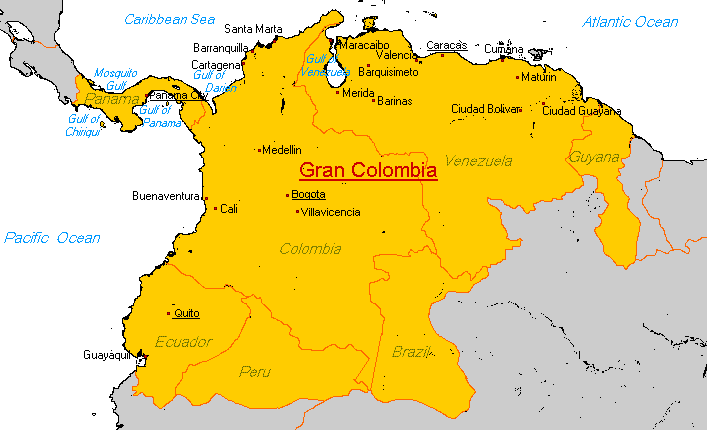
Grande Colombie

De 1821, lors de son incorporation à la Grande Colombie (1819-1831), jusqu'en 1824, lors du redécoupage politico-administratif de celle-ci, l'isthme de Panama reste divisé en deux provinces, Panama à l'est et Veragua à l'ouest. Elles font alors partie du département de Cundinamarca regroupant tout le territoire des actuels pays de Colombie et Panama.
La Ley de División Territorial de la República de Colombia du 25 juin 1824 modifie en profondeur l'organisation du pays. À cette occasion les deux provinces de l'isthme sont regroupées au sein du département de l'Isthme, lui-même faisant partie du District de Nouvelle-Grenade, ou "du Centre".
Le pays est de facto dirigé par le vice-président Francisco de Paula Santander (1792-18490). 
En effet, Simón Bolívar (1783-1830) continue la lutte contre l'Espagne au Pérou et en Bolivie au côté de l'autre héros de l'indépendance de l'Amérique du Sud espagnole, l'Argentin José de San Martín (1778-1850) qui a proclamé l'indépendance du Pérou le 28 juillet 1821. L'armée royaliste résiste jusqu'à sa défaite lors de la bataille d'Ayacucho, la 9 décembre 1824, après quoi Bolívar préside le nouvel État péruvien.
Durant l'absence de Bolívar, des tensions apparaissent au sein de la Grande Colombie, immense territoire regroupant des régions fort disparates. Mises de côté lors de la lutte contre les royalistes, les divergences d'ordre idéologique apparues lors des premières indépendances colombiennes renaissent. 
Les partisans de Santander plaident pour un État plus fédéral et laïc tandis que les partisans de Bolívar soutiennent l'idée initiale de Bolívar d'un état centralisé et catholique. 
En plus de ces désaccords, des velléités d'indépendance se font sentir, notamment au Venezuela où la révolution séparatiste, appelée La Cosiata, dirigée par le général José Antonio Páez (1790-1873), pousse les municipalités de Caracas et Valencia à ignorer l'autorité du gouvernement central, et demande une réforme de la constitution de 1821.
Le 4 septembre 1826, Bolívar quitte le Pérou (où il ne reviendra plus) pour la Colombie et y trouve donc une situation explosive. 
Un premier congrès est organisé en 1827 afin de réfléchir au futur de la constitution. 
Considérant qu'elle est la cause des maux de la République, celui-ci décide de convoquer une convention de tous les représentants de toutes les provinces du pays pour le 2 mars 1828 dans la ville d'Ocaña. 
Mais la convention d'Ocaña est un échec, n'aboutissant à aucun accord. 
Aussi, le 27 août 1828, Simón Bolívar adopte le décret organique qu'il a appelé « loi fondamentale » et par lequel il abolit la Constitution de Cúcuta et assume la dictature.
Face à l'impasse institutionnelle où se trouve la Grande Colombie, cette décision est plutôt bien accueillie au début, mais le gouvernement de Bolívar depuis son retour s'avère n'être qu'une suite d'improvisations qui aboutissent à rendre le Libertador encore plus impopulaire que Santander. 
Le 25 septembre 1828, une tentative de coup d'État manquée aboutit à l'exécution de l'amiral Padilla (1784-1828) et l'exil de Santander (1792-1840) qui part pour l'Europe.
Ajoutant encore un peu plus d'instabilité, du 3 juin 1828 au 28 février 1829, la Grande Colombie entre en guerre avec le Pérou, qui revendique des territoires au sud. L'affrontement se termine sur un statu quo ante bellum.
Le 27 décembre 1829, le district du Venezuela fait officiellement sécession. 
Le 20 janvier 1830, Bolívar convoque le Congrès Admirable afin de trouver une solution à la crise institutionnelle, mais celui-ci ne peut éviter la sécession du Venezuela. 
La santé de Bolívar, qui souffre de tuberculose, se détériore rapidement et le 8 mai 1830 il donne sa démission. 
Domingo Caycedo (1783-1843) devient président par intérim. 
Le 13 mai 1830, le district de Quito déclare à son tour son indépendance et devient l'Équateur, avec à sa tête le général vénézuélien Juan José Flores.
Au Panama, le général José Domingo Espinar (es) (1791-1865) déclare l'indépendance du département en septembre 1830, ce qui provoque la désapprobation de Bolívar, qui s'éteint le 17 décembre 1830 dans la quinta de San Pedro Alejandrino, à Santa Marta. 
Le 28 avril 1831 a lieu la convention d'Apulo qui place ce qui reste de la Grande Colombie sous la vice-présidence provisoire de Domingo Caycedo. 
Espinar est vaincu en juillet 1831 par le général Juan Eligio Alzuru (1791-1831), qui entame à son tour une carrière de dictateur. 
Le contrôle de l'isthme est finalement retrouvé par les autorités de Bogotá en août 1831, lorsqu'Alzuru est vaincu par les troupes du général Tomás de Herrera (1804-1854).
Le 20 octobre 1831, le pays devient une république appelée République de Nouvelle-Grenade (espagnol : República de la Nueva Granada), dont les provinces de Panama et Veragua font partie.

### République de Nouvelle-Grenade (1831-1858)

République de Nouvelle-Grenade en 1835

Le traité Mallarino-Bidlack, signé en 1846 entre les gouvernements colombien et américain, autorise l’intervention militaire des « marines » dans l’isthme de Panama afin de réprimer les révoltes sociales. Quatorze interventions militaires américaines auront lieu entre 1850 et 1902. L'émeute de la pastèque, en 1856, illustre les tensions de l'époque entre Américains et autochtones.
Le 27 février 1855, l'État souverain du Panama (fédéral ou fédéré) est créé, fédéré à la Nouvelle Grenade. Les autres provinces néo-grenadines sont également regroupées en États fédéraux, donnant naissance à une toute nouvelle forme d'organisation à tendance fédérale. Celle-ci est actée lors de l'adoption d'un changement constitutionnel en 1858 qui crée la Confédération grenadine.

### Période fédéraliste (1858-1886)

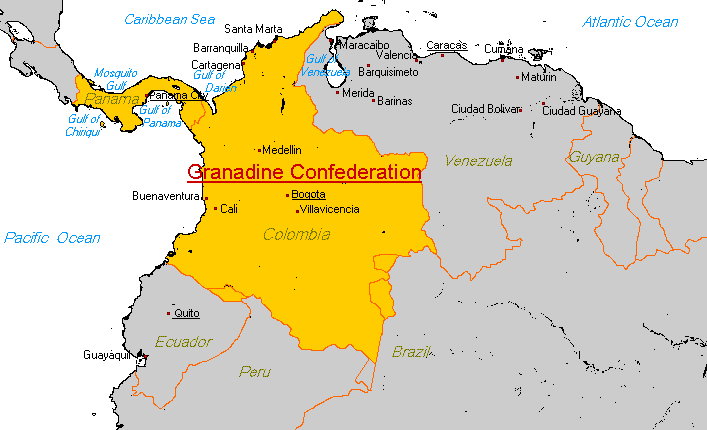
Confédération grenadine

- État souverain du Panama (1855-1886)
- Confédération grenadine (1858-1863)
- États-Unis de Colombie (1863-1886)

### Département de Panama (1866-1903)
- Département de Panama (1866-1903), de la République de Colombie

### Guerre des Mille Jours (1899-1902), et indépendance du Panama (1903)
- Guerre des Mille Jours (1899-1902)
- Indépendance du Panama (1903)

Le 1er janvier 1880, le Français Ferdinand de Lesseps, commence les travaux du Canal de Panama, mais abandonne à la suite de pertes humaines dues à de très nombreuses fièvres tropicales et à des pertes financières gigantesques. Cette construction donna lieu, en France, à un scandale politico-financier, le Scandale de Panama.
Le projet a aussitôt rencontré l'opposition des États-Unis.
Le président Rutherford Birchard Hayes (1822-1893) rend public son désaccord concernant le contrat franco-colombien : « Notre intérêt commercial est supérieur à celui de tous les autres pays, de même que les relations du canal avec notre pouvoir et notre prospérité en tant que Nation. (...) Les États-Unis ont le droit et le devoir d’affirmer et de maintenir leur autorité d’intervention sur n’importe quel canal interocéanique qui traverse l’isthme ».
Le 29 juin 1902, le Congrès ratifie la décision du président Theodore Roosevelt (1858-1919) de reprendre les travaux.
Toutefois, la Colombie refuse de concéder aux États-Unis une souveraineté quasi-totale sur le futur canal et la région environnante. 
L’ambassadeur américain à Bogotá avertit que si le traité n’est pas ratifié, « les relations amicales entre les deux pays s’en verraient si gravement compromises que le Congrès des États-Unis pourrait prendre des mesures que regretterait tout ami de la Colombie ». 
Le 3 novembre, dans le contexte de la guerre des mille jours en Colombie, les séparatistes panaméens se déclarent indépendants de la Colombie, avec le soutien des troupes américaines. Les navires de guerre américains ancrés à l’abord des côtes interdisent toute intervention de l’armée nationale colombienne.

## République de Panama (1903-présent)
Le 18 novembre 1903, à New York, est signé le traité Hay-Bunau-Varilla, faisant du Panamá un protectorat. 
Les États-Unis reçoivent une frange de 10 milles (16,09 km) de large des deux côtés du canal, pour sa construction et son exploitation à perpétuité. 
La souveraineté dans la zone du canal leur revient, le Panamá étant « exclu de l’exercice de tels droits souverains, pouvoir ou autorité ». 
On leur concède aussi un droit d’ingérence permanent dans les affaires intérieures panaméennes, et la possibilité d’intervenir militairement en cas d’atteinte à l’ordre public. 
Cette clause prend force de loi lorsqu’on l’inclut dans la Constitution, promulguée le 20 février 1904, et rédigée avec la participation du consul américain William I. Buchanan. 
Le traité Victoria-Vélez signé le 20 août 1924 délimite la frontière terrestre entre la Colombie et le Panama. 
Le traité Liévano-Boyd 20 novembre 1976 délimite la frontière maritime entre la Colombie et le Panama.
Les États-Unis installent un complexe militaire constitué de quatorze bases. 
Dans l'École militaire des Amériques, ils forment à la contre-insurrection et à l'anticommunisme des officiers latino-américains dont bon nombre seront impliqués dans des coups d’État ou prendront la tête de dictatures (Hugo Banzer Suárez (1926-2002), Luis García Meza Tejada, Leopoldo Galtieri, etc). 
Administré par le secrétaire à la Défense, que représente un gouverneur militaire également président de la compagnie du canal, cet État dans l’État est entièrement sous la juridiction des États-Unis. 
Environ douze mille soldats et cinquante mille civils y vivent. 
En janvier 1964, un groupe d'étudiants panaméens tente de hisser un drapeau panaméen dans ce qu'ils considèrent être un « territoire occupé » : interceptés, violemment battus et leur drapeau ostensiblement piétiné par des civils du complexe, ils échouent dans leur entreprise, mais la réaction des Nord-Américains choque la population. 
Des manifestations d'indignation tournent à l’émeute à proximité du complexe et le général Andrew P. O'Meara, chef du Southern Command, fait déployer des troupes contre les manifestants. 
L’affrontement fait vingt-deux morts parmi les manifestants et environ cinq cents blessés.
Inquiet de la précarité de la situation, Henry Kissinger avertit qu'« un blocage des négociations avec l’État panaméen mènera fatalement au surgissement d'une guerre de guérilla face à laquelle la voie d'eau sera très vulnérable. » 
En 1965, Lyndon B. Johnson (1908-1973) annonce son intention d'ouvrir prochainement des pourparlers afin de signer un traité plus équitable. Il ne les commencera pourtant jamais.

### Galerie présidentielle partielle

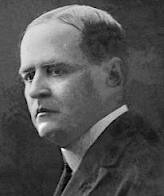
Rodolfo Chiari 1924-1928
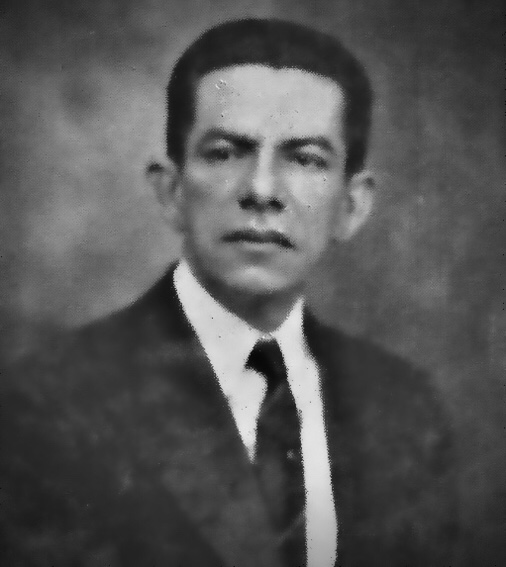
Harmodio Arias Madrid 1931, 1932-1936
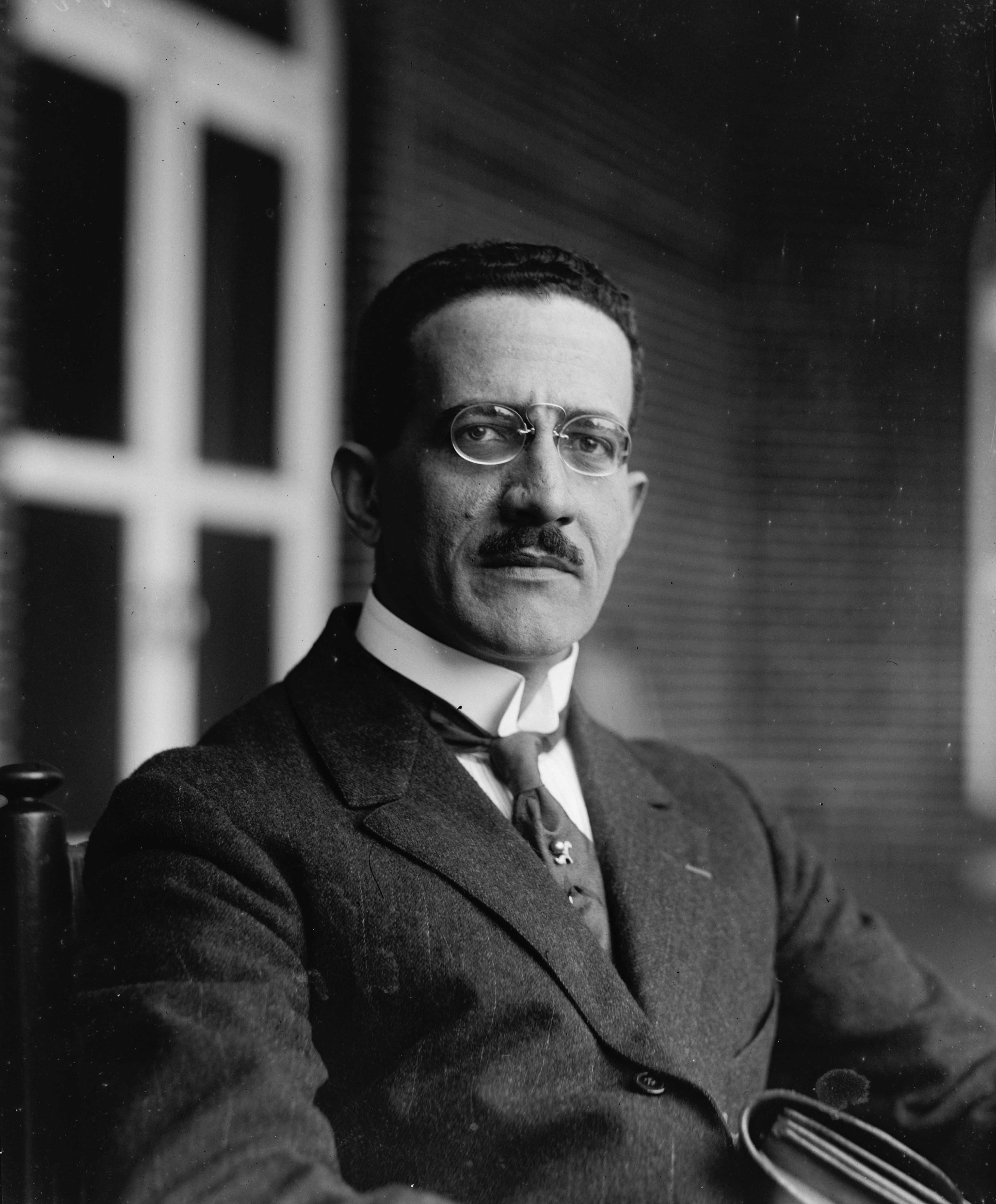
Ricardo J. Alfaro 1931-1932
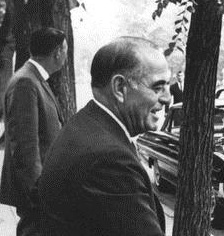
Roberto Francisco Chiari 1949, 1960-1964
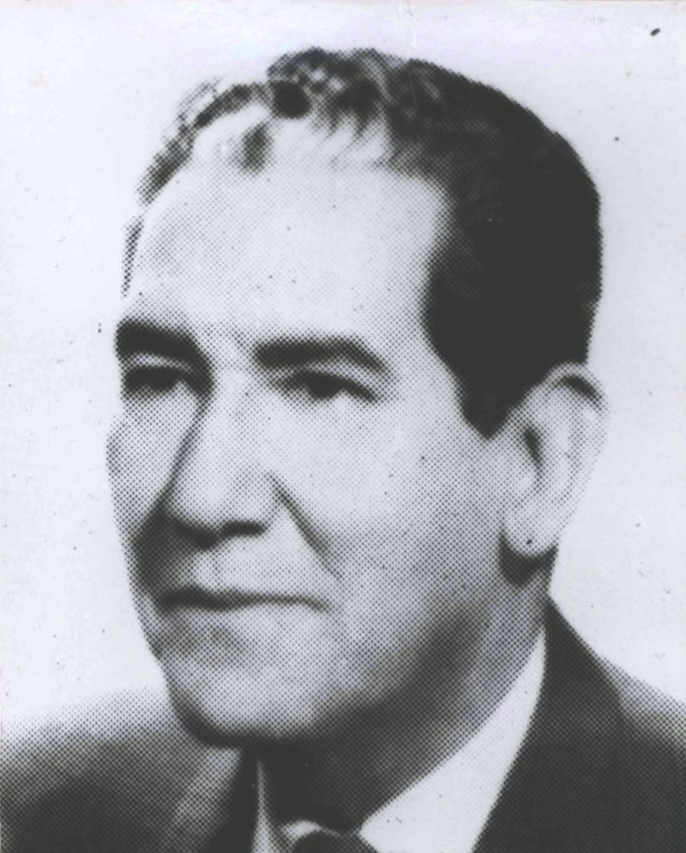
Arnulfo Arias 1940-1941, 1949-1951, 1968

### Omar Torrijos (1968-1981)

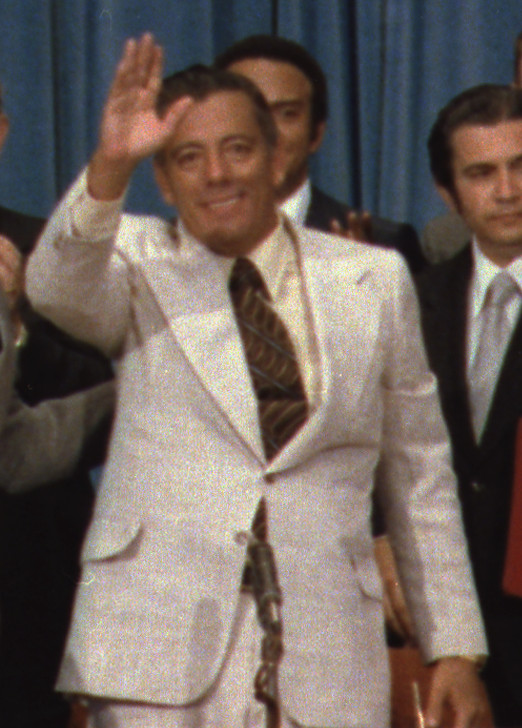
Omar Torrijos 1968-1981

Le 11 octobre 1968, des militaires menés par le colonel Omar Torrijos (1929-1981) renversent Arnulfo Arias, proche de l'oligarchie terrienne et des secteurs étroitement liés à Washington. Devenu général, Omar Torrijos gouverne le pays sans toutefois être officiellement président de la République, et justifie ce coup de force : « Le gouvernement était un mariage entre les forces armées, l'oligarchie et les mauvais prêtres ; le militaire portait son fusil pour faire taire le peuple et interdire "à la canaille" de manquer de respect à la classe gouvernante. » 
Expliquant que sa révolution agit « pour les démunis, non pour les possédants », il fait adopter une nouvelle Constitution, une réforme agraire, un Code du travail et reconnaît les syndicats ouvriers et paysans.
Souverainiste, Torrijos fait expulser quatre cents Peace Corps, envoyés par Kennedy en 1961. 
Il affronte par ailleurs les multinationales nord-américaines, exigeant d'elles des hausses de salaires pour les travailleurs et redistribue 180 000 hectares de terres non cultivées. 
En février 1974, sur le modèle de l'OPEP pour le pétrole, il tente de constituer l'Union des pays exportateurs de bananes avec les autres États d’Amérique centrale pour répondre à l'influence de ces multinationales, mais n'obtient pas leur soutien. 
Sa politique favorise l'émergence d'une classe moyenne et la représentation des communautés indigènes.
En politique internationale, Torrijos soutient le président chilien Salvador Allende et accueille des réfugiés après le putsch d'Augusto Pinochet. 
Il aide les guérilleros sandinistes au Nicaragua et d'autres forces rebelles au Salvador, au Guatemala, et renoue les relations diplomatiques avec Cuba. 
Admirateur du dirigeant yougoslave Josip Broz Tito et inspiré par la nationalisation du canal de Suez par Gamal Abdel Nasser, il se lance dans un combat contre les États-Unis pour obtenir la souveraineté du Panama. 
En 1973, devant l'absence de progrès dans les négociations avec Washington, il tente de faire intervenir l'ONU : « Nous n'avons jamais été, ne sommes pas et ne serons jamais un État associé, une colonie ou un protectorat, et nous n'entendons pas ajouter une étoile au drapeau des États-Unis ». 
Mis en minorité, Washington appose son veto à la résolution adoptée. 
Finalement, en 1977, il signe le traité Torrijos-Carter, avec Jimmy Carter, permettant à Panama de retrouver la souveraineté sur le canal de Panama.
Omar Torrijos meurt en 1981 dans un accident d'avion. Certains y verront un attentat orchestré par la CIA, Reagan étant farouchement hostile à la souveraineté panaméenne sur le canal de Panama.

### Période Manuel Antonio Noriega (1984-1989)

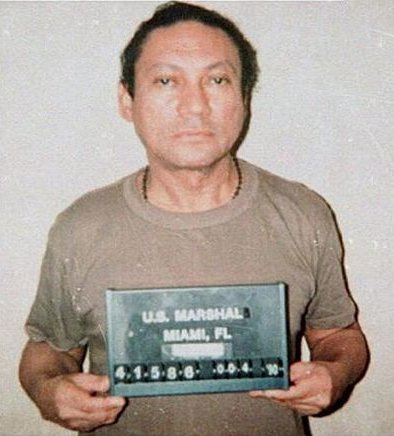
Manuel Antonio Noriega

En 1984, Manuel Noriega (1934-2017), ex-agent de la CIA, devient général des Forces armées du Panama, et entre 1987 et 1989 il est considéré d'une certaine façon comme le chef d'État. Malgré une opposition massive civile, celui-ci tenait les rênes du pouvoir.
Après que les élections présidentielles de 1989 furent annulées, les États-Unis envahissent le pays en décembre 1989, pour renverser Noriega, au cours de l'opération nommée opération Just Cause, selon des chiffres officiels, 650 personnes sont mortes entre civils et militaires pendant l'opération. Guillermo Endara (1936-2009), son concurrent à ces élections, devient président du pays.
Selon La Commission pour la défense des droits de l'homme en Amérique centrale (CODEHUCA), l'invasion du Panama a provoqué la mort de 2 500 à 3 500 personnes.
Human Rights Watch a estimé beaucoup moins à 300 morts civils lors de l'invasion, tandis que les Nations unies ont estimé à 500 morts civils,. Les chiffres estimant des milliers de victimes civiles ont été largement rejetés au Panama. Human Rights Watch a décrit la réaction de la population civile panaméenne à l'invasion comme "généralement sympathique".

## Période récente (1989-présent)
Suspecté de corruption et confronté à une détérioration de la situation économique, le président Guillermo Endara Galimany, au pouvoir depuis 1989, devient très impopulaire, ce qui conduit à manifestations en mai et juin 1991 et à une grève des enseignants en octobre 1993. Les ex-partis noriéguistes remportent les élections législatives partielles de 1991. Ernesto Pérez-Balladares, candidat du Parti révolutionnaire démocratique (qui avait soutenu le régime de Manuel Noriega) est élu président en 1994. Cette même année, deux des principaux dirigeants de la junte haïtienne, Raoul Cédras et Philippe Biamby, se réfugient au Panama. En 1999, Mireya Moscoso, la veuve de l'ancien président Arnulfo Arias, est élue à la présidence. Son gouvernement est toutefois rapidement discrédité par les affaires.
Le 31 décembre 1999, par le traité Torrijos-Carter de 1977, les États-Unis redonnèrent le contrôle du canal au Panama.
Dans les années 2000, le pays s'est trouvé impliqué dans le conflit armé colombien. La président Mireya Moscoso a remis en cause la tradition de neutralité de son pays face à ce conflit en intensifiant sa coopération avec les autorités colombiennes, notamment dans le cadre du Plan Colombie impulsé par le gouvernement américain. Cette politique a conduit des organisations de défense des droits de l'homme et le Haut Commissariat des Nations unies pour les réfugiés à dénoncer les déportations, souvent de manière violente, de réfugiés colombiens vers la Colombie. Les autorités colombiennes les réinstallent régulièrement dans des zones dominées par les paramilitaires d’extrême droite, sans se préoccuper de leur sécurité.
Le 2 mai 2004, le nouveau président (de 2004 à 2009) Martín Torrijos (1963-) (coalition centriste « Parti nouvelle »), fils de l'ex-chef d'État Omar Torrijos est élu avec près de 20 points d'avance sur l'ex-président (1989-1994) Guillermo Endara Galimany (1936-2009) (Parti Solidarité, droite), avec 80 % de participation aux élections.
Le 25 juin 2019, un tremblement de terre de magnitude 6,2 s'est produit à la frontière entre le Panama et le Costa Rica.

### Galerie présidentielle

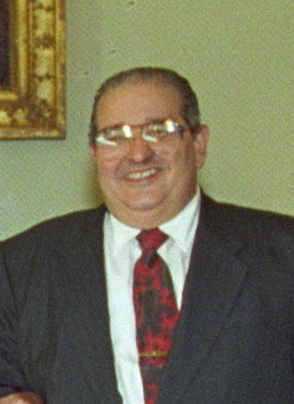
Guillermo Endara Galimany 1989-1994
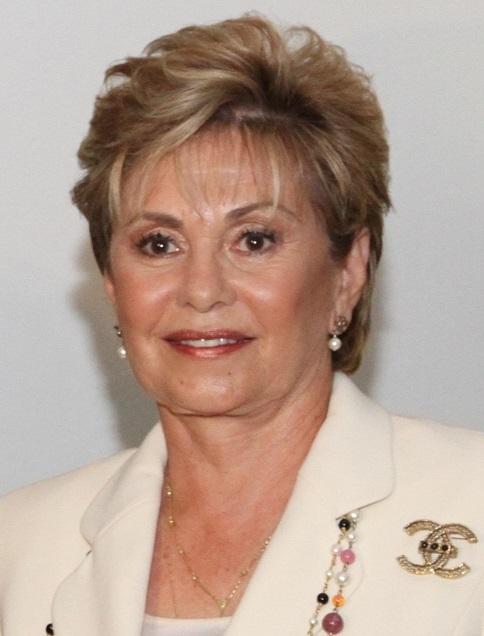
Mireya Moscoso 1999-2004
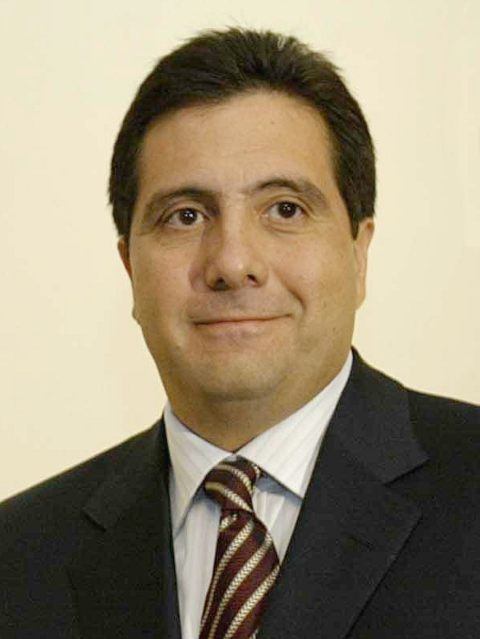
Martín Torrijos 2004-2009
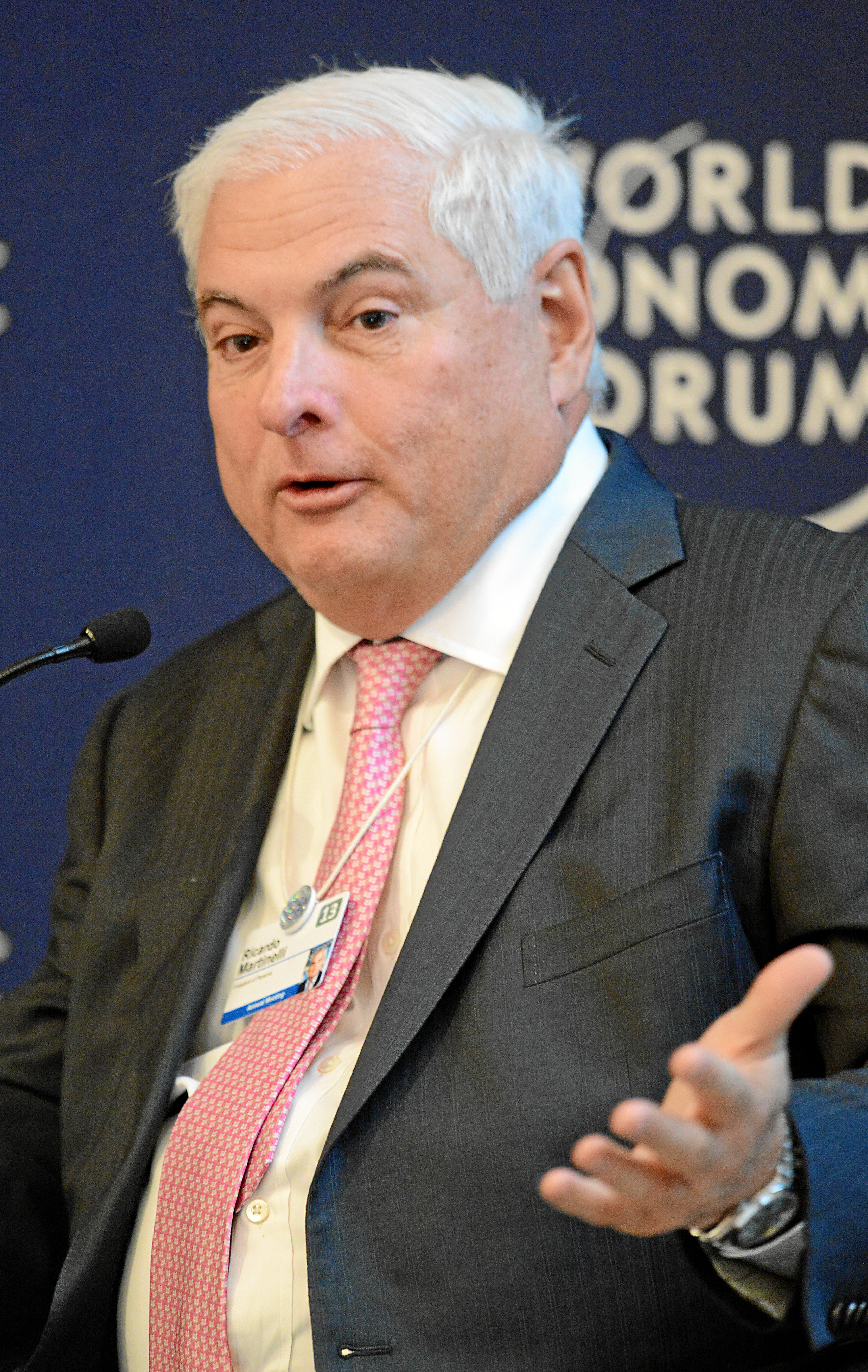
Ricardo Martinelli 2009-2014
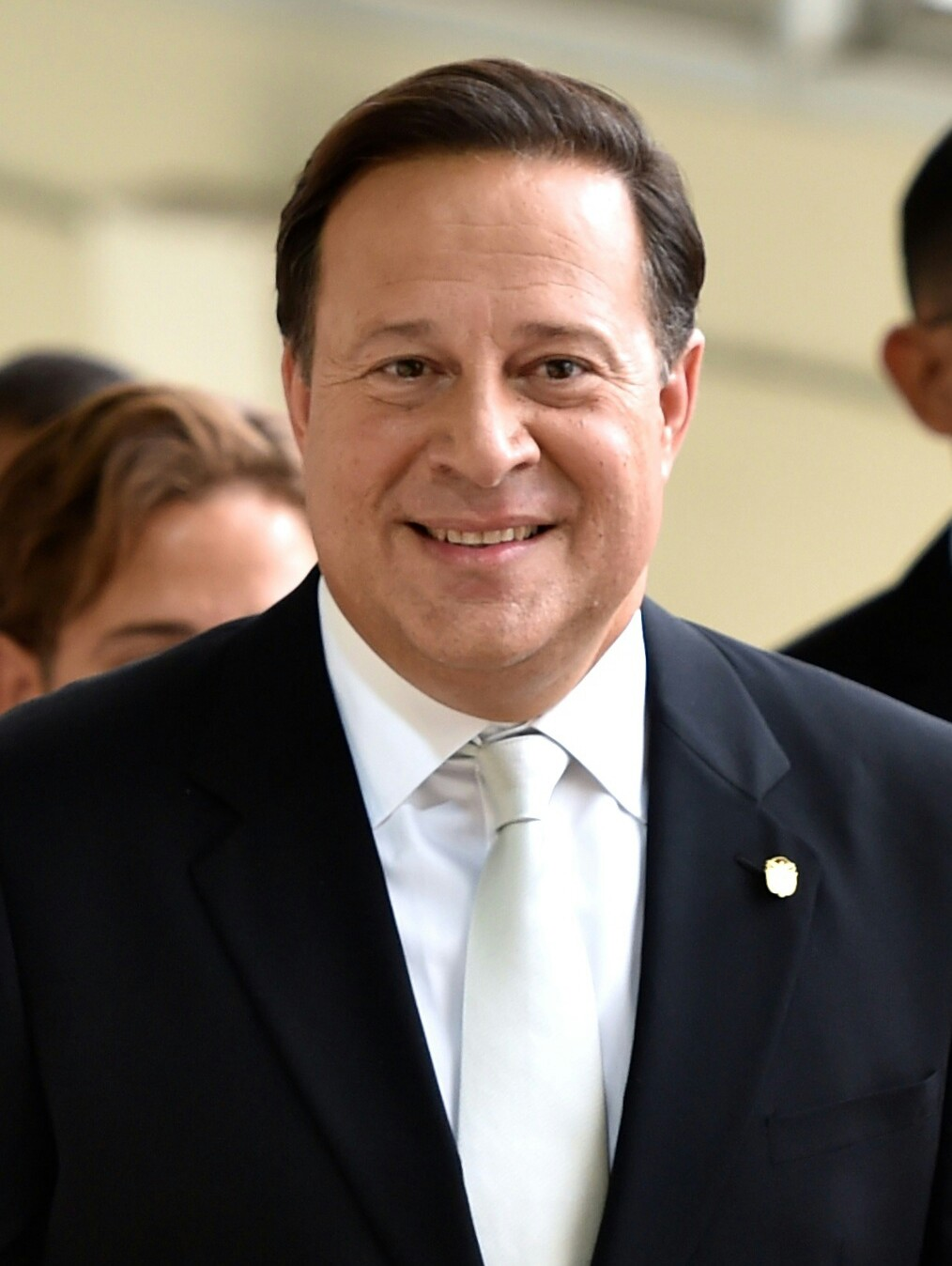
Juan Carlos Varela 2014-2019
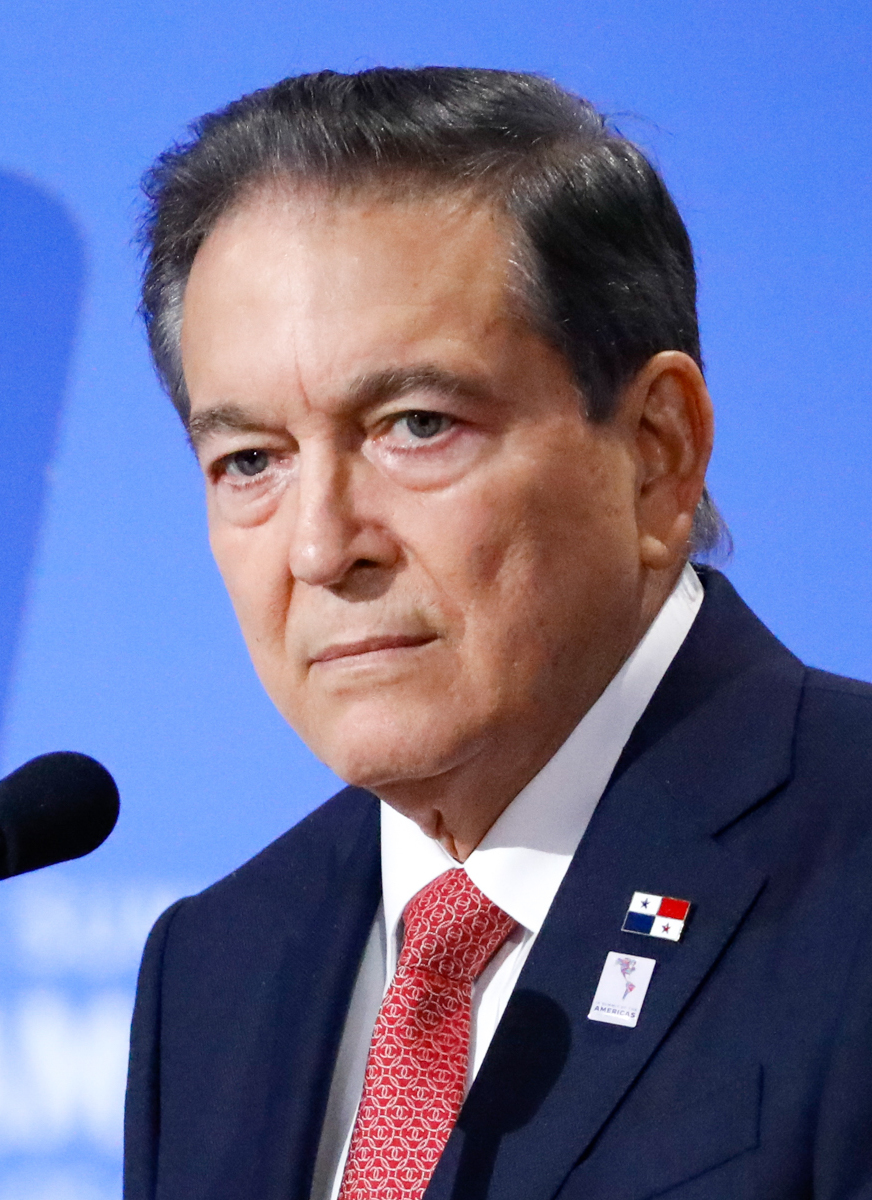
Laurentino Cortizo 2019-2024
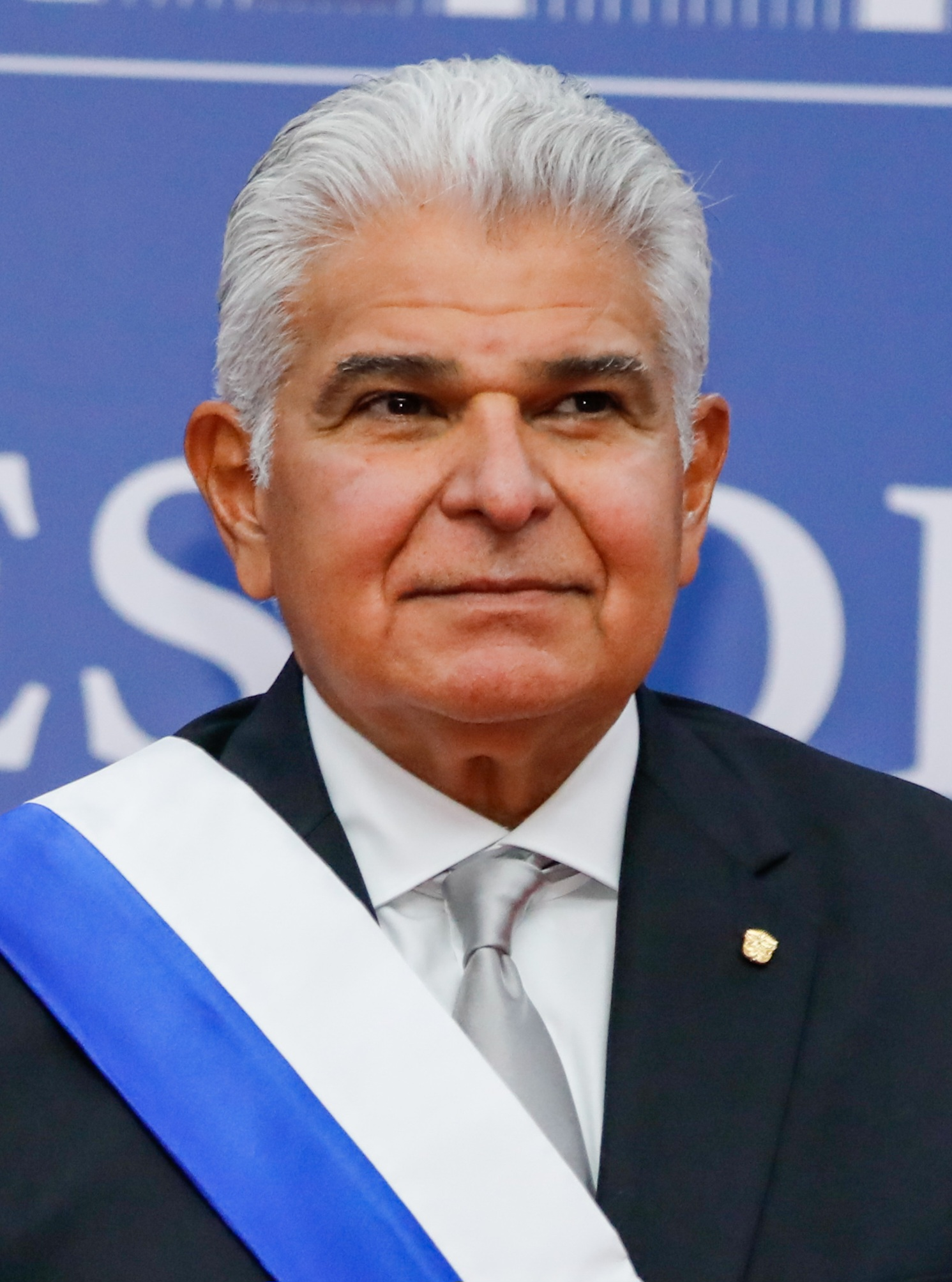
José Raúl Mulino 2024-